# Grande Fratello (programma televisivo)
Il Grande Fratello (anche abbreviato in GF) è un programma televisivo italiano di genere reality, in onda su Canale 5 dal 14 settembre 2000, prodotto da Endemol Shine Italy e basato sul format olandese Big Brother. I concorrenti del reality condividono la propria vita quotidiana all'interno di una casa, ripresi 24 ore su 24 da una serie di telecamere e generalmente sono persone comuni perfettamente ignote, mentre dal 2018 al 2019 e dal 2023 al 2025 sono stati sia persone sconosciute sia VIP.
Il reality è trasmesso in diretta in prima serata su Canale 5 per la puntata serale, mentre per le strisce day-time insieme a quest'ultima rete si affianca Italia 1. Inoltre, la diretta è visibile su La5 in alcune fasce orarie, su Mediaset Extra e in streaming su Mediaset Infinity.
Nel corso delle sue diciannove edizioni, il programma è stato condotto da Daria Bignardi (2000-2001), Barbara D'Urso (2003-2004, 2018-2019), Alessia Marcuzzi (2006-2012, 2014-2015) e Alfonso Signorini (2023-2025).
Il reality ha avuto anche sette edizioni dello spin-off Grande Fratello VIP (2016-2018, 2020-2023), riservato alle persone famose e una dello spin-off The Couple - Una vittoria per due (2025), riservato alle coppie.

## Il programma
Il titolo del reality s'ispira all'omonimo personaggio del romanzo 1984 dello scrittore britannico George Orwell, leader dello Stato totalitario di Oceania che attraverso le telecamere sorveglia costantemente e reprime il libero arbitrio dei suoi cittadini. Lo slogan del libro Il Grande Fratello vi guarda si riferisce al meccanismo del programma televisivo, nel quale gli autori del reality (il Grande Fratello appunto) hanno il controllo della situazione in casa. Il suo successo e la sua longevità ne hanno fatto un fenomeno culturale e sociale, oltre che televisivo.

### Format e regolamento
I partecipanti vivono chiusi all'interno di una grande casa 24 ore su 24, spiati da numerose telecamere che li riprendono in qualunque punto della casa si trovino. Essi non possono avere alcun contatto con l'esterno (anche se questa regola si è man mano affievolita dopo la prima edizione del 2000): a tal proposito sono vietati, ad esempio, telefoni cellulari, orologi, libri o televisori.
I concorrenti possono confidarsi al Grande Fratello, colui che coordina e decide l'andamento del gioco, in una stanza rossa insonorizzata detta confessionale.
Durante la settimana i concorrenti devono affrontare una prova settimanale: in caso di vittoria otterranno un più alto budget per la spesa settimanale. Le prove spaziano dai quiz di cultura generale, al percorso di guerra, per finire con buffi teatrini, karaoke e balletti. In alcune edizioni l'inquilino giudicato il migliore della prova poteva trascorrere una notte nella suite della casa assieme con un altro concorrente a sua scelta, mentre quello giudicato il peggiore passava la notte nel tugurio, sempre in compagnia di un altro concorrente prescelto.
Durante il corso del reality (con l'eccezione della prima edizione del 2000), nella casa possono entrare nuovi concorrenti. Il meccanismo di eliminazione avviene tramite nomination, durante le quali ciascun concorrente sceglie uno o più componenti che vorrebbe eliminare. I più votati vengono sottoposti al giudizio del televoto nel corso della settimana e ricevono l'esito finale nel corso della puntata successiva. Grazie a questo meccanismo, il numero dei concorrenti si riduce progressivamente sino alla puntata finale, in cui quelli rimasti si contendono il premio finale.
Dalla tredicesima edizione (2014), quando si sente nella casa la parola freeze i concorrenti devono immobilizzarsi interrompendo qualsiasi azione stessero eseguendo. Soltanto quando udiranno stop freeze, i concorrenti potranno riprendere l'attività, in modo da consentire l'entrata di persone care ai concorrenti o persone del tutto estranee.

## Cast

### Conduzione
Nel corso della storia ventennale del reality si sono avvicendati alla guida del programma quattro conduttori: le prime due edizioni (2000 e 2001) furono condotte da Daria Bignardi; dalla terza alla quinta edizione (2003-2004) la conduzione passò a Barbara D'Urso; nelle edizioni dalla sesta alla quattordicesima edizione (2006-2015) la conduzione passò ad Alessia Marcuzzi; nella quindicesima e nella sedicesima edizione (2018 e 2019) la conduzione passò nuovamente alla D'Urso; nella diciassettesima edizione (2023-2024) e nella  diciottesima edizione (2024-2025) la conduzione è passata ad Alfonso Signorini, che aveva già condotto le quattro edizioni precedenti della versione VIP. 
| Conduzione        | Edizioni | Edizioni | Edizioni | Edizioni | Edizioni | Edizioni | Edizioni | Edizioni | Edizioni | Edizioni | Edizioni | Edizioni | Edizioni | Edizioni | Edizioni | Edizioni | Edizioni | Edizioni | Totale |
| Conduzione        | 1ª       | 2ª       | 3ª       | 4ª       | 5ª       | 6ª       | 7ª       | 8ª       | 9ª       | 10ª      | 11ª      | 12ª      | 13ª      | 14ª      | 15ª      | 16ª      | 17ª      | 18ª      | Totale |
| ----------------- | -------- | -------- | -------- | -------- | -------- | -------- | -------- | -------- | -------- | -------- | -------- | -------- | -------- | -------- | -------- | -------- | -------- | -------- | ------ |
| Daria Bignardi    |          |          |          |          |          |          |          |          |          |          |          |          |          |          |          |          |          |          | 2      |
| Barbara D'Urso    |          |          |          |          |          |          |          |          |          |          |          |          |          |          |          |          |          |          | 5      |
| Alessia Marcuzzi  |          |          |          |          |          |          |          |          |          |          |          |          |          |          |          |          |          |          | 9      |
| Alfonso Signorini |          |          |          |          |          |          |          |          |          |          |          |          |          |          |          |          |          |          | 2      |

### Inviati
Nelle prime otto edizioni il reality ha avuto la figura dell'inviato: un accompagnatore dei concorrenti durante l'ingresso nella casa e al momento della loro eliminazione dal gioco. Si trattava di Marco Liorni, che amava autodefinirsi il "Caronte" della situazione. Liorni conduceva poi le puntate mensili del programma (in onda esclusivamente nel corso della prima edizione del 2000) e il settimanale all'interno di Buona Domenica. Nell'ottava edizione (2008) Liorni, che nel frattempo aveva lasciato il reality, ha fatto solo un cameo nella finalissima. Dalla nona edizione (2009), invece, attraverso un ledwall, le operazioni di benvenuto ai ragazzi durante la prima puntata e quelle di saluto durante la puntata finale vengono svolte dallo stesso presentatore. Nella quattordicesima edizione (2015), per la prima volta in studio, vi era anche una social room gestita da Chiara Tortorella. Dalla diciassettesima edizione (2023-2024) il ruolo di inviato, nella veste di commentatore social, è stato affidato a Rebecca Staffelli.
Legenda
     Inviato/a in esterno
     Inviato/a social
| Inviato           | Edizioni | Edizioni | Edizioni | Edizioni | Edizioni | Edizioni | Edizioni | Edizioni | Edizioni | Edizioni | Edizioni | Edizioni | Edizioni | Edizioni | Edizioni | Edizioni | Edizioni | Edizioni | Totale |
| Inviato           | 1ª       | 2ª       | 3ª       | 4ª       | 5ª       | 6ª       | 7ª       | 8ª       | 9ª       | 10ª      | 11ª      | 12ª      | 13ª      | 14ª      | 15ª      | 16ª      | 17ª      | 18ª      | Totale |
| ----------------- | -------- | -------- | -------- | -------- | -------- | -------- | -------- | -------- | -------- | -------- | -------- | -------- | -------- | -------- | -------- | -------- | -------- | -------- | ------ |
| Marco Liorni      |          |          |          |          |          |          |          |          |          |          |          |          |          |          |          |          |          |          | 8      |
| Chiara Tortorella |          |          |          |          |          |          |          |          |          |          |          |          |          |          |          |          |          |          | 1      |
| Rebecca Staffelli |          |          |          |          |          |          |          |          |          |          |          |          |          |          |          |          |          |          | 2      |

### Opinionisti
Dall'ottava edizione (2008) nel reality è presente la figura dell'opinionista, chiamato a commentare i fatti accaduti nel corso della puntata in prima serata. Il ruolo era stato ricoperto da Alfonso Signorini fino alla dodicesima edizione (2011-2012), mentre nella tredicesima edizione (2014), il suo ruolo venne assegnato a Manuela Arcuri e Cesare Cunaccia (dal 3 marzo al 24 marzo 2014), i quali vennero entrambi sostituiti da Vladimir Luxuria (dal 31 marzo al 26 maggio 2014). Nella quattordicesima edizione (2015) il ruolo di opinionista venne affidato a Claudio Amendola e a Cristiano Malgioglio, che venne riconfermato anche nella quindicesima (2018), con Simona Izzo, e nella sedicesima edizione (2019), con Iva Zanicchi. Nella diciassettesima edizione (2023-2024) il ruolo di opinionista è stato affidato unicamente a Cesara Buonamici, che è stata riconfermata anche nella diciottesima edizione (2024-2025), con Beatrice Luzzi.
| Opinionista          | Edizioni | Edizioni | Edizioni | Edizioni | Edizioni | Edizioni | Edizioni | Edizioni | Edizioni | Edizioni | Edizioni | Totale |
| Opinionista          | 8ª       | 9ª       | 10ª      | 11ª      | 12ª      | 13ª      | 14ª      | 15ª      | 16ª      | 17ª      | 18ª      | Totale |
| -------------------- | -------- | -------- | -------- | -------- | -------- | -------- | -------- | -------- | -------- | -------- | -------- | ------ |
| Alfonso Signorini    |          |          |          |          |          |          |          |          |          |          |          | 5      |
| Manuela Arcuri       |          |          |          |          |          |          |          |          |          |          |          | 1      |
| Cesare Cunaccia      |          |          |          |          |          |          |          |          |          |          |          | 1      |
| Vladimir Luxuria     |          |          |          |          |          |          |          |          |          |          |          | 1      |
| Cristiano Malgioglio |          |          |          |          |          |          |          |          |          |          |          | 3      |
| Claudio Amendola     |          |          |          |          |          | 1        |          |          |          |          |          |        |
| Simona Izzo          |          |          |          |          |          | 1        |          |          |          |          |          |        |
| Iva Zanicchi         |          |          |          |          |          | 1        |          |          |          |          |          |        |
| Cesara Buonamici     |          |          |          |          |          |          |          |          |          |          |          | 2      |
| Beatrice Luzzi       |          |          |          |          |          |          |          |          |          |          |          | 1      |

## Location

### Casa
Per le prime diciassette edizioni (insieme alle sette edizioni del Grande Fratello VIP) la casa era allestita presso gli studi di Cinecittà di Roma. Dalla diciottesima edizione (2024-2025) la casa è allestita in una sorta di villaggio, ubicato presso i Lumina Studios di Roma, che insieme allo studio occupa una superficie di 1 750 m².
| Casa                     | Edizioni | Edizioni | Edizioni | Edizioni | Edizioni | Edizioni | Edizioni | Edizioni | Edizioni | Edizioni | Edizioni | Edizioni | Edizioni | Edizioni | Edizioni | Edizioni | Edizioni | Edizioni | Totale |
| Casa                     | 1ª       | 2ª       | 3ª       | 4ª       | 5ª       | 6ª       | 7ª       | 8ª       | 9ª       | 10ª      | 11ª      | 12ª      | 13ª      | 14ª      | 15ª      | 16ª      | 17ª      | 18ª      | Totale |
| ------------------------ | -------- | -------- | -------- | -------- | -------- | -------- | -------- | -------- | -------- | -------- | -------- | -------- | -------- | -------- | -------- | -------- | -------- | -------- | ------ |
| Studi di Cinecittà, Roma |          |          |          |          |          |          |          |          |          |          |          |          |          |          |          |          |          |          | 17     |
| Lumina Studios, Roma     |          |          |          |          |          |          |          |          |          |          |          |          |          |          |          |          |          |          | 1      |

### Stanze
Nel corso delle edizioni, la casa, diventando sempre più grande, ha subito diverse modifiche tra cui l'aggiunta di stanze segrete, alcune di queste, fra tutte la Suite e il Tugurio, destinate a diventare iconiche:
- La prima stanza aggiunta fu proprio la Suite (durante il Grande Fratello 3), la quale era a tutti gli effetti il premio che spettava al migliore della settimana che poteva soggiornarci per pochissimi giorni in compagnia di pochi coinquilini: presente fino alla dodicesima edizione (a eccezione della sesta in cui fu eliminata in favore di una divisione netta della casa e reintrodotta nella decima), l'utilizzo della Suite è andato sempre più a diminuirsi nel corso degli anni, sino ad essere ripristinata recentemente in occasione del Grande Fratello 17;
- Il Tugurio, forse la stanza a essere diventata un vero e proprio "cult" nel corso della storia del programma, fu introdotto nella quarta edizione proprio in antitesi della Suite per relegare il concorrente che meno si era distinto nella prova settimanale, il quale doveva svolgere una prova di fatica in compagnia di un altro concorrente. Arrivato a ricoprire metà della casa nel Grande Fratello 6, viene sostituito con la Discarica (Grande Fratello 7) e con la Catapecchia (Grande Fratello 9) e successivamente riabilitato dal Grande Fratello 10 al Grande Fratello 12. Anch'esso è tornato nella sua veste originale a partire dal Grande Fratello 17, dopo essere stato sostituito dalla Cantina (Grande Fratello 13), dal Garage (Grande Fratello 14), dal Lido Carmelita (Grande Fratello 15) e dal Camping Carmelita (Grande Fratello 16);
- Per quanto riguarda le prove settimanali, a partire dal Grande Fratello 6 fu introdotta l'Arena, uno spazio esterno della casa in cui i concorrenti erano chiamati a svolgere delle prove fisiche, solitamente anche divisi in gruppi. Sempre meno utilizzata sino alla sua abolizione definitiva, nelle ultime edizioni in cui è comparsa fu usata solo per delle sorprese particolarmente emozionanti, come la proposta di matrimonio di George a Carmela (Grande Fratello 10) e la sorpresa del papà di Rosa (Grande Fratello 11);
- Ricorrenti, nel corso del programma, sono state anche le stanze in cui i concorrenti erano chiamati a fare delle scelte: La stanza delle scelte, introdotta nel Grande Fratello 10, era una stanza in cui i concorrenti erano chiamati a prendere delle decisioni riguardo al gioco e in cui erano anche presenti tre porte che celavano qualcosa che i concorrenti non potevano vedere. Nel corso delle edizioni successive, è stata sostituita dal Caveau (Grande Fratello 11 e Grande Fratello 14), una stanza in cui erano presenti delle cassette di sicurezza sempre legate ad alcune scelte dei concorrenti, dal Sottomarino (Grande Fratello 12) e dalla Biblioteca (Grande Fratello 13);
- Per quanto riguarda la storia personale dei concorrenti, fu introdotta la Stanza delle sorprese a partire dal Grande Fratello 4 e usata sino al Grande Fratello 14, che però era anche usata per particolari colpi di scena legati al gioco, come ad esempio l’annuncio di eliminazioni eclatanti. Nelle edizioni più recenti, essa è stata sostituita dalla Mystery Room, presente anche nelle edizioni del Grande Fratello VIP;
- Sempre a partire dalle edizioni della versione VIP, viene introdotta la Super Led, una stanza ovale che, oltre a ospitare confronti e duelli tra concorrenti coinvolti in rivalità e scontri, è la stanza destinata alle nomination palesi, che avvengono attraverso l'utilizzo di carte che ritraggono i concorrenti nominabili.

| Stanze                | Edizioni | Edizioni | Edizioni | Edizioni | Edizioni | Edizioni | Edizioni | Edizioni | Edizioni | Edizioni | Edizioni | Edizioni | Edizioni | Edizioni | Edizioni | Edizioni | Edizioni | Edizioni | Totale |
| Stanze                | 1ª       | 2ª       | 3ª       | 4ª       | 5ª       | 6ª       | 7ª       | 8ª       | 9ª       | 10ª      | 11ª      | 12ª      | 13ª      | 14ª      | 15ª      | 16ª      | 17ª      | 18ª      | Totale |
| --------------------- | -------- | -------- | -------- | -------- | -------- | -------- | -------- | -------- | -------- | -------- | -------- | -------- | -------- | -------- | -------- | -------- | -------- | -------- | ------ |
| Suite                 |          |          |          |          |          |          |          |          |          |          |          |          |          |          |          |          |          |          | 6      |
| Tugurio               |          |          |          |          |          |          |          |          |          |          |          |          |          |          | 8        |          |          |          |        |
| Stanza delle sorprese |          |          |          |          |          |          |          |          |          |          |          |          |          |          |          |          |          |          | 11     |
| Arena                 |          |          |          |          |          |          |          |          |          |          |          |          |          |          |          |          |          |          | 6      |
| Discarica             |          |          |          |          |          |          |          |          |          |          |          |          |          |          |          |          |          |          | 1      |
| Catapecchia           |          |          |          |          |          |          |          |          |          |          |          |          |          |          |          |          |          |          | 1      |
| Stanza delle scelte   |          |          |          |          |          |          |          |          |          |          |          |          |          |          |          |          |          |          | 1      |
| Caveau                |          |          |          |          |          |          |          |          |          |          |          |          |          |          |          |          |          |          | 2      |
| Sottomarino           |          |          |          |          |          |          |          |          |          |          |          |          |          |          |          |          |          |          | 1      |
| Biblioteca            |          |          |          |          |          |          |          |          |          |          |          |          |          |          |          |          |          |          | 1      |
| Cantina               |          |          |          |          |          |          |          |          |          |          |          |          |          |          |          |          |          |          | 1      |
| Garage                |          |          |          |          |          |          |          |          |          |          |          |          |          |          |          |          |          |          | 1      |
| Lido Carmelita        |          |          |          |          |          |          |          |          |          |          |          |          |          |          |          |          |          |          | 1      |
| Mystery Room          |          |          |          |          |          |          |          |          |          |          |          |          |          |          |          |          |          |          | 4      |
| Camping Carmelita     |          |          |          |          |          |          |          |          |          |          |          |          |          |          |          |          |          |          | 1      |
| Super Led             |          |          |          |          |          |          |          |          |          |          |          |          |          |          |          |          |          |          | 2      |

### Studio televisivo
Lo studio televisivo delle prime edizioni, allestito a Cinecittà a Roma, consta di un palco sopraelevato da cui la conduttrice analizza le immagini dalla casa da un tavolo, grazie al supporto di una moltitudine di televisori a tubo catodico. Intorno al palco sorge lo spazio dedicato al pubblico. Nella sesta edizione (2006) la scenografia era allestita nel grande palastudio, collocato sempre a Cinecittà, non lontano dalla casa, che durante le varie edizioni è sempre stato modificato, fino ad arrivare a quasi 1 800 m² di grandezza nel corso della dodicesima edizione (2012), ospitando così 780 persone, ma presentando sempre uno spazio ad arena, con il pubblico sopraelevato rispetto al palco da cui la conduttrice conduce le dirette settimanali. Nel corso della tredicesima edizione (2014), invece, lo studio è stato stravolto e tramutato da un'arena a una vera e propria passerella, quindi meno capiente ma più tecnologico e moderno, circondato da un'imponente scenografia realizzata da videowall e imponenti archi a forma d'occhio. Il medesimo studio è stato utilizzato anche per le prime sei edizioni del suo spin-off Grande Fratello VIP. In occasione della settima edizione VIP (2022-2023), lo studio viene rinnovato, tornando a ospitare uno scenografia che occupa una superficie di 1 800 m² e riproducendo un'arena, come dal 2006 al 2012, con il pubblico sopraelevato rispetto al palco da cui il presentatore conduce la diretta serale. Inoltre, sono presenti molti "occhi" che fanno da sfondo. Nella diciassettesima edizione (2023-2024) la diretta serale è stata presentata presso lo studio 5 Voxson di Roma. Dalla diciottesima edizione (2024-2025) la diretta serale viene presentata presso i Lumina Studios di Roma, che insieme alla casa occupa una superficie di 1 750 m².
| Studio televisivo             | Edizioni | Edizioni | Edizioni | Edizioni | Edizioni | Edizioni | Edizioni | Edizioni | Edizioni | Edizioni | Edizioni | Edizioni | Edizioni | Edizioni | Edizioni | Edizioni | Edizioni | Edizioni | Totale |
| Studio televisivo             | 1ª       | 2ª       | 3ª       | 4ª       | 5ª       | 6ª       | 7ª       | 8ª       | 9ª       | 10ª      | 11ª      | 12ª      | 13ª      | 14ª      | 15ª      | 16ª      | 17ª      | 18ª      | Totale |
| ----------------------------- | -------- | -------- | -------- | -------- | -------- | -------- | -------- | -------- | -------- | -------- | -------- | -------- | -------- | -------- | -------- | -------- | -------- | -------- | ------ |
| Teatro 1 di Cinecittà, Roma   |          |          |          |          |          |          |          |          |          |          |          |          |          |          |          |          |          |          | 2      |
| Teatro 5 di Cinecittà, Roma   |          |          |          |          |          |          |          |          |          |          |          |          |          |          |          |          |          |          | 3      |
| Palastudio di Cinecittà, Roma |          |          |          |          |          |          |          |          |          |          |          |          |          |          |          |          |          |          | 11     |
| Studio 5 Voxson, Roma         |          |          |          |          |          |          |          |          |          |          |          |          |          |          |          |          |          |          | 1      |
| Lumina Studios, Roma          |          |          |          |          |          |          |          |          |          |          |          |          |          |          |          |          |          |          | 1      |

## Edizioni
| Edizione | Conduzione        | Periodo           | Periodo          | Puntate | Giorni | Opinionisti          | Opinionisti       | Inviato      | Inviato           | Regia            | Regia            | Location                 | Location                      | Montepremi | Concorrenti | Vincitori          |
| Edizione | Conduzione        | Inizio            | Fine             | Puntate | Giorni | Opinionisti          | Opinionisti       | Esterno      | Social            | Casa             | Studio           | Casa                     | Studio                        | Montepremi | Concorrenti | Vincitori          |
| -------- | ----------------- | ----------------- | ---------------- | ------- | ------ | -------------------- | ----------------- | ------------ | ----------------- | ---------------- | ---------------- | ------------------------ | ----------------------------- | ---------- | ----------- | ------------------ |
| 1ª       | Daria Bignardi    | 14 settembre 2000 | 21 dicembre 2000 | 15      | 99     | Non presenti         | Non presenti      | Marco Liorni | Non presente      | Alessio Pollacci | Fosco Gasperi    | Studi di Cinecittà, Roma | Teatro 1 di Cinecittà, Roma   | 250000 ₤   | 10          | Cristina Plevani   |
| 2ª       | Daria Bignardi    | 20 settembre 2001 | 20 dicembre 2001 | 14      | 92     | Non presenti         | Non presenti      | Marco Liorni | Non presente      | Alessio Pollacci | Fosco Gasperi    | Studi di Cinecittà, Roma | Teatro 1 di Cinecittà, Roma   | 250000 ₤   | 16          | Flavio Montrucchio |
| 3ª       | Barbara D'Urso    | 30 gennaio 2003   | 8 maggio 2003    | 15      | 99     | Non presenti         | Non presenti      | Marco Liorni | Non presente      | Alessio Pollacci | Fabio Calvi      | Studi di Cinecittà, Roma | Teatro 5 di Cinecittà, Roma   | 250000 €   | 16          | Floriana Secondi   |
| 4ª       | Barbara D'Urso    | 22 gennaio 2004   | 6 maggio 2004    | 16      | 106    | Non presenti         | Non presenti      | Marco Liorni | Non presente      | Alessio Pollacci | Fabio Calvi      | Studi di Cinecittà, Roma | Teatro 5 di Cinecittà, Roma   | 300000 €   | 15          | Serena Garitta     |
| 5ª       | Barbara D'Urso    | 23 settembre 2004 | 2 dicembre 2004  | 11      | 71     | Non presenti         | Non presenti      | Marco Liorni | Non presente      | Alessio Pollacci | Fabio Calvi      | Studi di Cinecittà, Roma | Teatro 5 di Cinecittà, Roma   | 250000 €   | 17          | Jonathan Kashanian |
| 6ª       | Alessia Marcuzzi  | 19 gennaio 2006   | 27 aprile 2006   | 15      | 99     | Non presenti         | Non presenti      | Marco Liorni | Non presente      | Alessio Pollacci | Fabio Calvi      | Studi di Cinecittà, Roma | Palastudio di Cinecittà, Roma | 900000 €   | 20          | Augusto De Megni   |
| 7ª       | Alessia Marcuzzi  | 18 gennaio 2007   | 19 aprile 2007   | 14      | 92     | Non presenti         | Non presenti      | Marco Liorni | Non presente      | Alessio Pollacci | Fabio Calvi      | Studi di Cinecittà, Roma | Palastudio di Cinecittà, Roma | 500000 €   | 19          | Milo Coretti       |
| 8ª       | Alessia Marcuzzi  | 21 gennaio 2008   | 21 aprile 2008   | 14      | 92     | Alfonso Signorini    | Alfonso Signorini | Marco Liorni | Non presente      | Alessio Pollacci | Fabio Calvi      | Studi di Cinecittà, Roma | Palastudio di Cinecittà, Roma | 500000 €   | 21          | Mario Ferretti     |
| 9ª       | Alessia Marcuzzi  | 12 gennaio 2009   | 20 aprile 2009   | 16      | 99     | Alfonso Signorini    | Alfonso Signorini | Non presente | Non presente      | Alessio Pollacci | Fabio Calvi      | Studi di Cinecittà, Roma | Palastudio di Cinecittà, Roma | 300000 €   | 23          | Ferdi Berisa       |
| 10ª      | Alessia Marcuzzi  | 26 ottobre 2009   | 8 marzo 2010     | 20      | 134    | Alfonso Signorini    | Alfonso Signorini | Non presente | Non presente      | Alessio Pollacci | Sergio Colabona  | Studi di Cinecittà, Roma | Palastudio di Cinecittà, Roma | 250000 €   | 26          | Mauro Marin        |
| 11ª      | Alessia Marcuzzi  | 18 ottobre 2010   | 18 aprile 2011   | 27      | 183    | Alfonso Signorini    | Alfonso Signorini | Non presente | Non presente      | Alessio Pollacci | Sergio Colabona  | Studi di Cinecittà, Roma | Palastudio di Cinecittà, Roma | 300000 €   | 34          | Andrea Hirai Cocco |
| 12ª      | Alessia Marcuzzi  | 24 ottobre 2011   | 1º aprile 2012   | 24      | 161    | Alfonso Signorini    | Alfonso Signorini | Non presente | Non presente      | Alessio Pollacci | Sergio Colabona  | Studi di Cinecittà, Roma | Palastudio di Cinecittà, Roma | 240000 €   | 36          | Sabrina Mbarek     |
| 13ª      | Alessia Marcuzzi  | 3 marzo 2014      | 26 maggio 2014   | 13      | 85     | Manuela Arcuri       | Cesare Cunaccia   | Non presente | Non presente      | Alessio Pollacci | Sergio Colabona  | Studi di Cinecittà, Roma | Palastudio di Cinecittà, Roma | 250000 €   | 17          | Mirco Petrilli     |
| 13ª      | Alessia Marcuzzi  | 3 marzo 2014      | 26 maggio 2014   | 13      | 85     | Vladimir Luxuria     |                   | Non presente | Non presente      | Alessio Pollacci | Sergio Colabona  | Studi di Cinecittà, Roma | Palastudio di Cinecittà, Roma | 250000 €   | 17          | Mirco Petrilli     |
| 14ª      | Alessia Marcuzzi  | 24 settembre 2015 | 10 dicembre 2015 | 12      | 78     | Cristiano Malgioglio | Claudio Amendola  | Non presente | Chiara Tortorella | Alessio Pollacci | Sergio Colabona  | Studi di Cinecittà, Roma | Palastudio di Cinecittà, Roma | 200000 €   | 19          | Federica Lepanto   |
| 15ª      | Barbara D'Urso    | 17 aprile 2018    | 4 giugno 2018    | 8       | 49     | Cristiano Malgioglio | Simona Izzo       | Non presente | Non presente      | Marco Fuortes    | Alessio Pollacci | Studi di Cinecittà, Roma | Palastudio di Cinecittà, Roma | 100000 €   | 17          | Alberto Mezzetti   |
| 16ª      | Barbara D'Urso    | 8 aprile 2019     | 10 giugno 2019   | 10      | 64     | Cristiano Malgioglio | Iva Zanicchi      | Non presente | Non presente      | Marco Fuortes    | Alessio Pollacci | Studi di Cinecittà, Roma | Palastudio di Cinecittà, Roma | 100000 €   | 19          | Martina Nasoni     |
| 17ª      | Alfonso Signorini | 11 settembre 2023 | 25 marzo 2024    | 47      | 197    | Cesara Buonamici     | Cesara Buonamici  | Non presente | Rebecca Staffelli | Marco Fuortes    | Alessio Pollacci | Studi di Cinecittà, Roma | Studio 5 Voxson, Roma         | 100000 €   | 35          | Perla Vatiero      |
| 18ª      | Alfonso Signorini | 16 settembre 2024 | 31 marzo 2025    | 42      | 197    | Cesara Buonamici     | Beatrice Luzzi    | Non presente | Rebecca Staffelli | Marco Fuortes    | Alessio Pollacci | Lumina Studios, Roma     | Lumina Studios, Roma          | 100000 €   | 34          | Jessica Morlacchi  |

## Concorrenti

### Grande Fratello 1(2000)
La prima edizione è andata in onda dal 14 settembre al 21 dicembre 2000, con la conduzione di Daria Bignardi, e con la partecipazione dell'inviato Marco Liorni.
I 10 concorrenti sono stati nella casa per 99 giorni, e Cristina Plevani vinse il montepremi finale di 250 000 000 di lire.
| Concorrente                 | Età     | Professione | Luogo di nascita | Stato                |
| --------------------------- | ------- | ----------- | ---------------- | -------------------- |
| Cristina Plevani            | 28 anni | Bagnina     | Iseo             | Vincitrice           |
| Salvatore "Salvo" Veneziano | 25 anni | Pizzaiolo   | Siracusa         | Secondo classificato |
| Pietro Taricone             | 25 anni | Studente    | Frosinone        | Terzo classificato   |
| Rocco Casalino              | 28 anni | Ingegnere   | Frankenthal      | Eliminato            |
| Maria Antonietta Tilloca    | 27 anni | Artista     | Alghero          | Eliminata            |
| Marina La Rosa              | 23 anni | Studentessa | Messina          | Eliminata            |
| Sergio Volpini              | 25 anni | Surfista    | Ancona           | Eliminato            |
| Lorenzo Battistello         | 27 anni | Cuoco       | Vicenza          | Eliminato            |
| Roberta Beta                | 35 anni | Impiegata   | Milano           | Eliminata            |
| Francesca Piri              | 24 anni | Studentessa | Galatina         | Eliminata            |

### Grande Fratello 2(2001)
La seconda edizione è andata in onda dal 20 settembre al 20 dicembre 2001, con la conduzione di Daria Bignardi, e con la partecipazione dell'inviato Marco Liorni.
I 16 concorrenti sono stati nella casa per 92 giorni, e Flavio Montrucchio vinse il montepremi finale di 250 000 000 di lire.
| Concorrente                | Età     | Professione           | Luogo di nascita | Stato                |
| -------------------------- | ------- | --------------------- | ---------------- | -------------------- |
| Flavio Montrucchio         | 26 anni | Promotore finanziario | Torino           | Vincitore            |
| Emanuela "Lalla" Sempio    | 26 anni | Barman                | Milano           | Seconda classificata |
| Amata "Tati" Albero        | 21 anni | Studentessa           | Monopoli         | Terza classificata   |
| Francesco Maria Gaiardelli | 30 anni | Barman                | Domodossola      | Quarto classificato  |
| Alessandro Lukacs          | 26 anni | Odontoiatra           | Napoli           | Eliminato            |
| Mascia Ferri               | 28 anni | Barman                | Ravenna          | Eliminata            |
| Filippo Romeo              | 25 anni | Muratore              | Genova           | Eliminato            |
| Eleonora Daniele           | 25 anni | Bancaria, studentessa | Padova           | Eliminata            |
| Lorenzo Paolini            | 25 anni | Istruttore di fitness | Arezzo           | Eliminato            |
| Emanuela Potini            | 30 anni | Cuoca                 | Ascoli Piceno    | Eliminata            |
| Mathias Mougoue            | 27 anni | Studente              | Ngaoundéré       | Eliminato            |
| Serena Donati              | 25 anni | Imprenditrice         | Viareggio        | Eliminata            |
| Filippo Nardi              | 32 anni | Disc jockey           | Londra           | Ritirato             |
| Laura Marinelli            | 25 anni | Studentessa           | Roma             | Ritirata             |
| Luana Spagnolo             | 26 anni | Disoccupata           | Wynigen          | Espulsa              |
| Giancarlo Bartolomei       | 33 anni | Impiegato             | Roma             | Eliminato            |

### Grande Fratello 3(2003)
La terza edizione è andata in onda dal 30 gennaio all'8 maggio 2003, con la conduzione di Barbara D'Urso, e con la partecipazione dell'inviato Marco Liorni.
I 16 concorrenti sono stati nella casa per 99 giorni, e Floriana Secondi vinse il montepremi finale di 250 000 euro.
| Concorrente           | Età     | Professione                     | Luogo di nascita   | Stato                |
| --------------------- | ------- | ------------------------------- | ------------------ | -------------------- |
| Floriana Secondi      | 25 anni | Barista                         | Roma               | Vincitrice           |
| Victoria Pennington   | 19 anni | Istruttrice di nuoto            | Plano              | Seconda classificata |
| Luca Argentero        | 24 anni | Barman                          | Torino             | Terzo classificato   |
| Franco Biccica        | 28 anni | Commerciante                    | Firenze            | Quarto classificato  |
| Marianella Bargilli   | 31 anni | Hostess                         | Cecina             | Eliminata            |
| Claudia Bormioli      | 25 anni | Studentessa                     | Macerata           | Eliminata            |
| Manila Barbati        | 28 anni | Insegnante di danza             | Milano             | Eliminata            |
| Pasquale Laricchia    | 30 anni | Personal trainer                | Bari               | Eliminato            |
| Fedro Francioni       | 33 anni | Imprenditore                    | Terni              | Ritirato             |
| Angela Sozio          | 29 anni | Responsabile amministrativa     | Bari               | Eliminata            |
| Andrea Francolino     | 23 anni | Scultore                        | Bari               | Eliminato            |
| Raffaello Orselli     | 35 anni | Comandante di yacht da crociera | Piombino           | Eliminato            |
| Sergio Squillacciotti | 32 anni | Rappresentante di commercio     | Napoli             | Eliminato            |
| Marika Suppa          | 26 anni | Cameriera                       | Corato             | Eliminata            |
| Massimo Zino          | 25 anni | Studente                        | Roma               | Eliminato            |
| Erika Terzi           | 26 anni | Assistente di volo              | Trescore Balneario | Eliminata            |

### Grande Fratello 4(2004)
La quarta edizione è andata in onda dal 22 gennaio al 6 maggio 2004, con la conduzione di Barbara D'Urso, e con la partecipazione dell'inviato Marco Liorni.
I 15 concorrenti sono stati nella casa per 106 giorni, e Serena Garitta vinse il montepremi finale di 300 000 euro.
| Concorrente          | Età     | Professione                 | Luogo di nascita | Stato                |
| -------------------- | ------- | --------------------------- | ---------------- | -------------------- |
| Serena Garitta       | 25 anni | Istruttrice di fitness      | Genova           | Vincitrice           |
| Patrick Ray Pugliese | 26 anni | Studente                    | Teheran          | Secondo classificato |
| Katia Pedrotti       | 25 anni | Agente                      | Sondrio          | Terza classificata   |
| Tommaso Vianello     | 30 anni | Disc jockey                 | Venezia          | Eliminato            |
| Carolina Marconi     | 25 anni | Manager                     | Caracas          | Eliminata            |
| Ascanio Pacelli      | 30 anni | Golfista                    | Roma             | Eliminato            |
| Bruno Del Turco      | 40 anni | Venditore ambulante         | Ancona           | Eliminato            |
| Robert Minicozzi     | 25 anni | Meccanico                   | Adelaide         | Eliminato            |
| Ilaria Turi          | 19 anni | Studentessa                 | Taranto          | Eliminata            |
| Domenico Turi        | 44 anni | Imprenditore                | Taranto          | Eliminato            |
| Erika Braidich       | 28 anni | Operatrice turistica        | Spoleto          | Eliminata            |
| Letizia Lezza        | 29 anni | Parrucchiera                | Pisa             | Eliminata            |
| Romina Ersini        | 33 anni | Agente di telecomunicazioni | Buenos Aires     | Eliminata            |
| Renato Celli         | 28 anni | Studente                    | Rimini           | Eliminato            |
| Carmen Meja          | 24 anni | Cubista                     | Santo Domingo    | Eliminata            |

### Grande Fratello 5(2004)
La quinta edizione è andata in onda dal 23 settembre al 2 dicembre 2004, con la conduzione di Barbara D'Urso, e con la partecipazione dell'inviato Marco Liorni.
I 16 concorrenti sono stati nella casa per 71 giorni, e Jonathan Kashanian vinse il montepremi finale di 250 000 euro.
| Concorrente                | Età     | Professione        | Luogo di nascita | Stato                |
| -------------------------- | ------- | ------------------ | ---------------- | -------------------- |
| Jonathan Kashanian         | 23 anni | Stilista           | Ramat Gan        | Vincitore            |
| Catrina Davies             | 23 anni | Modella            | Cardiff          | Seconda classificata |
| Alessandro Capone          | 25 anni | Muratore           | Lucca            | Terzo classificato   |
| Annalisa Caputo            | 23 anni | Studentessa        | Grosseto         | Eliminata            |
| Antonio Leotta             | 31 anni | Gestore di locale  | Milano           | Eliminato            |
| Maria Elena "Mary" Segneri | 22 anni | Studentessa        | Frosinone        | Eliminata            |
| Pierre François Alaimo     | 26 anni | Producer, studente | Roma             | Eliminato            |
| Rosa "Rosy" Stagnitti      | 33 anni | Commerciante       | Taurianova       | Eliminata            |
| Veronica Rega              | 26 anni | Studentessa        | Roma             | Eliminata            |
| Guido Genovesi             | 39 anni | Arredatore         | Cascina          | Espulso              |
| Patrizia Griffini          | 39 anni | Parrucchiera       | Verbania         | Eliminata            |
| Cinzia Molena              | 25 anni | Fotomodella        | Saronno          | Eliminata            |
| Alfio Dessì                | 37 anni | Commerciante       | Taurianova       | Eliminato            |
| Aldo Pucci                 | 33 anni | Commerciante       | Sydney           | Eliminato            |
| Giulia Ponsi               | 24 anni | Studentessa        | Viareggio        | Eliminata            |
| Francesco Giusti           | 40 anni | Commerciante       | Prato            | Eliminato            |
| Alessandra Micciché        | 27 anni | Ballerina          | Catania          | Eliminata            |

### Grande Fratello 6(2006)
La sesta edizione è andata in onda dal 19 gennaio al 27 aprile 2006, con la conduzione di Alessia Marcuzzi, e con la partecipazione dell'inviato Marco Liorni.
I 20 concorrenti sono stati nella casa per 99 giorni, inizialmente divisi tra Nababbi e Tapini, e Augusto De Megni vinse il montepremi finale di 900 000 euro.
| Concorrente             | Età     | Professione             | Luogo di nascita   | Stato                |
| ----------------------- | ------- | ----------------------- | ------------------ | -------------------- |
| Augusto De Megni        | 25 anni | Studente, calciatore    | Perugia            | Vincitore            |
| Filippo Bisciglia       | 28 anni | Commerciante            | Roma               | Secondo classificato |
| Fabiano Reffe           | 25 anni | Bodyguard               | Frosinone          | Terzo classificato   |
| Simon Falsaperla        | 26 anni | Modello, studente       | Roma               | Eliminato            |
| Laura Torrisi           | 26 anni | Modella                 | Catania            | Eliminata            |
| Simona Salvemini        | 29 anni | Commerciante            | Milano             | Eliminata            |
| Eleonora Ranzani        | 20 anni | Commessa                | Torino             | Eliminata            |
| Man Lo Zhang            | 25 anni | Studentessa             | Chongqing          | Eliminata            |
| Rosario Rannisi         | 26 anni | Studente                | Catania            | Eliminato            |
| Patrizia Sangregorio    | 39 anni | Consulente matrimoniale | Torino             | Eliminata            |
| Franco Alvisi           | 28 anni | Scrittore               | Bologna            | Eliminato            |
| Isabella "Isa" Iaquinta | 25 anni | Modella, disc jockey    | Crotone            | Eliminata            |
| Pier Renato Esposito    | 33 anni | Medico                  | Cassino            | Eliminato            |
| Leila Ben Khalifa       | 23 anni | Studentessa             | Tunisi             | Eliminata            |
| Elena Canevazzi         | 28 anni | Studentessa             | Modena             | Eliminata            |
| Lucio Calligarich       | 29 anni | Studente                | Vizzolo Predabissi | Ritirato             |
| Thomas Cuni             | 26 anni | Impiegato               | Cesena             | Eliminato            |
| Francesca Cipriani      | 21 anni | Speaker                 | Popoli             | Eliminata            |
| Giovanna Rigato         | 24 anni | Neolaureata             | Vittorio Veneto    | Eliminata            |
| Danilo Martino Dettori  | 24 anni | Barista                 | Sassari            | Eliminato            |

### Grande Fratello 7(2007)
La settima edizione è andata in onda dal 18 gennaio al 19 aprile 2007, sempre con la conduzione di Alessia Marcuzzi, e con la partecipazione dell'inviato Marco Liorni.
I 19 concorrenti sono stati nella casa per 92 giorni, e Milo Coretti vinse il montepremi finale di 500 000 euro.
| Concorrente             | Età     | Professione                | Luogo di nascita | Stato                |
| ----------------------- | ------- | -------------------------- | ---------------- | -------------------- |
| Milo Coretti            | 29 anni | Imprenditore               | Roma             | Vincitore            |
| Alessandro Tersigni     | 27 anni | Vigile del fuoco           | Roma             | Secondo classificato |
| Guendalina Canessa      | 25 anni | Impiegata                  | Firenze          | Terza classificata   |
| Andrea Spadoni          | 29 anni | Giornalista                | Lucca            | Quarto classificato  |
| Francesca Paola Di Meo  | 28 anni | Autista                    | Napoli           | Eliminata            |
| Massimo Brozzi          | 39 anni | Ingegnere                  | Roma             | Eliminato            |
| Simona Mattioni         | 31 anni | Hostess                    | Ostia            | Eliminata            |
| Sonia Gloria Roy        | 33 anni | Insegnante di inglese      | Londra           | Eliminata            |
| Melita Toniolo          | 20 anni | Modella                    | Treviso          | Eliminata            |
| Raniero Monaco di Lapio | 24 anni | Barman, agente di moda     | Londra           | Eliminato            |
| Mirela Kovacevic        | 27 anni | Libera professionista      | Postumia         | Eliminata            |
| Francesco Testi         | 28 anni | Amministratore commerciale | Verona           | Eliminato            |
| Gabriele Petronio       | 27 anni | Studente                   | Milano           | Eliminato            |
| Alfredo Lo Bianco       | 27 anni | Operatore ecologico        | Palermo          | Eliminato            |
| Dominic Rubio Albarca   | 30 anni | Hostess, ballerina         | Barcellona       | Eliminata            |
| Michele Morsuillo       | 31 anni | Disoccupato                | Prato            | Eliminato            |
| Salvatore Troise        | 29 anni | Bancario                   | Napoli           | Eliminato            |
| Diana Kleimenova        | 25 anni | Segretaria                 | Vinnycja         | Eliminata            |
| Gabriella Malavasi      | 28 anni | Stagista                   | Bologna          | Eliminata            |

### Grande Fratello 8(2008)
L'ottava edizione è andata in onda dal 21 gennaio al 21 aprile 2008, sempre con la conduzione di Alessia Marcuzzi, affiancata in studio dall'opinionista Alfonso Signorini, e con la partecipazione dell'inviato Marco Liorni (presente per l'ultima volta solo nella puntata finale).
I 21 concorrenti sono stati nella casa per 92 giorni, e Mario Ferretti vinse il montepremi finale di 500 000 euro.
| Concorrente            | Età     | Professione              | Luogo di nascita  | Stato                |
| ---------------------- | ------- | ------------------------ | ----------------- | -------------------- |
| Mario Ferretti         | 30 anni | Muratore                 | Orvieto           | Vincitore            |
| Teresa Stinziani       | 26 anni | Consulente tributaria    | Termoli           | Seconda classificata |
| Christine Del Rio      | 28 anni | Veejay                   | Bedford           | Terza classificata   |
| Gian Filippo Failla    | 26 anni | Studente                 | Casablanca        | Quarto classificato  |
| Francesco Botta        | 25 anni | Rappresentante di mobili | Roma              | Eliminato            |
| Carmela "Lina" Carcuro | 26 anni | Medico                   | Napoli            | Eliminata            |
| Mirko Sozio            | 27 anni | Studente                 | Isernia           | Espulso              |
| Silvia Burgio          | 29 anni | Truccatrice              | Gallarate         | Eliminata            |
| Roberto Mercandalli    | 26 anni | Imprenditore             | Milano            | Eliminato            |
| Fabio Orlando          | 22 anni | Cameriere                | Messina           | Eliminato            |
| Raffaella Fico         | 19 anni | Modella                  | Cercola           | Eliminata            |
| Thiago Barcelos        | 26 anni | Barista                  | Santa Maria       | Eliminato            |
| Benedetta Zilli        | 32 anni | Gestrice di pizzeria     | Nereto            | Eliminata            |
| Alice Caligiuri        | 28 anni | Pugile                   | Roma              | Eliminata            |
| Andrea Bellumore       | 28 anni | Studente                 | Fermo             | Eliminato            |
| Nadia Castaldi         | 27 anni | Agente di viaggi         | Caserta           | Eliminata            |
| Carmela Mazzeo         | 55 anni | Casalinga                | Furnari           | Eliminata            |
| Giuseppe Orlando       | 34 anni | Fisioterapista           | Milazzo           | Eliminato            |
| Filippo Orlando        | 61 anni | Pensionato               | Novara di Sicilia | Eliminato            |
| Alì Ayach              | 27 anni | Ingegnere                | Beirut            | Eliminato            |
| Domenico Orlando       | 27 anni | Fotografo                | Milazzo           | Eliminato            |

### Grande Fratello 9(2009)
La nona edizione è andata in onda dal 12 gennaio al 21 aprile 2009, sempre con la conduzione di Alessia Marcuzzi, affiancata in studio dall'opinionista Alfonso Signorini.
I 23 concorrenti sono stati nella casa per 99 giorni, e Ferdi Berisa vinse il montepremi finale di 300 000 euro.
| Concorrente                   | Età     | Professione          | Luogo di nascita  | Stato                |
| ----------------------------- | ------- | -------------------- | ----------------- | -------------------- |
| Ferdi Berisa                  | 21 anni | Cuoco                | Podgorica         | Vincitore            |
| Marcello Torre Calabria       | 31 anni | Fornaio              | Brescia           | Secondo classificato |
| Cristina Del Basso            | 21 anni | Studentessa          | Varese            | Terza classificata   |
| Gianluca Zito                 | 32 anni | Direttore di azienda | Napoli            | Quarto classificato  |
| Francesca Fioretti            | 23 anni | Modella              | Maddaloni         | Eliminata            |
| Alberto Scrivano              | 32 anni | Ormeggiatore         | Genova            | Eliminato            |
| Sabrina "Siria" De Fazio      | 31 anni | Mangiafuoco          | Pomigliano d'Arco | Eliminata            |
| Roberto Salvi                 | 26 anni | Personal trainer     | Roma              | Eliminato            |
| Vanessa Ravizza               | 24 anni | Barista              | Casorate Primo    | Eliminata            |
| Vittorio Marcelli             | 37 anni | Surfista             | Roma              | Eliminato            |
| Geronimo "Gerry" Longo        | 31 anni | Impiegato            | Locri             | Eliminato            |
| Monica Riva                   | 23 anni | Studentessa          | Ascoli Piceno     | Eliminata            |
| Laura Drzewicka               | 22 anni | Fotomodella          | Amburgo           | Eliminata            |
| Claudia Perna                 | 25 anni | Volontaria           | Palermo           | Eliminata            |
| Tommaso De Mottoni y Palacios | 30 anni | Imprenditore         | Trieste           | Eliminato            |
| Annachiara Simonetti          | 25 anni | Farmacista           | Napoli            | Eliminata            |
| Paolo Mari                    | 35 anni | Idraulico, modello   | Mantova           | Espulso              |
| Nicola Molinari               | 28 anni | Architetto           | Gavardo           | Eliminato            |
| Marco Mazzanti                | 23 anni | Studente, calciatore | Copparo           | Eliminato            |
| Federica Rosatelli            | 30 anni | Agente di moda       | Velletri          | Espulsa              |
| Leonia Coccia                 | 23 anni | Macellaia            | Roma              | Eliminata            |
| Daniela Martani               | 35 anni | Assistente di volo   | Roma              | Ritirata             |
| Fabrizio Cimmino              | 31 anni | Maggiordomo          | Ivrea             | Eliminato            |

### Grande Fratello 10(2009-2010)
La decima edizione è andata in onda dal 26 ottobre 2009 all'8 marzo 2010, sempre con la conduzione di Alessia Marcuzzi, affiancata in studio dall'opinionista Alfonso Signorini.
I 26 concorrenti sono stati nella casa per 134 giorni, e Mauro Marin vinse il montepremi finale di 250 000 euro.
| Concorrente                   | Età     | Professione            | Luogo di nascita    | Stato                |
| ----------------------------- | ------- | ---------------------- | ------------------- | -------------------- |
| Mauro Marin                   | 29 anni | Salumiere              | Castelfranco Veneto | Vincitore            |
| Giorgio Ronchini              | 26 anni | Rappresentante         | Venezia             | Secondo classificato |
| Cristina Pignataro            | 26 anni | Insegnante             | Milano              | Terza classificata   |
| Alberto Baiocco               | 26 anni | Albergatore            | Vasto               | Quarto classificato  |
| Mara Adriani                  | 22 anni | Impiegata              | Roma                | Eliminata            |
| Maicol Berti                  | 22 anni | Disoccupato            | Ostellato           | Eliminato            |
| Carmen Andolina               | 20 anni | Cameriera              | Bagheria            | Eliminata            |
| Veronica Ciardi               | 24 anni | Cubista ed educatrice  | Roma                | Eliminata            |
| Carmela Gualtieri             | 32 anni | Impiegata              | Aci Trezza          | Eliminata            |
| Gianluca Bedin                | 36 anni | Fashion woman designer | Terracina           | Ritirato             |
| Alessia Giovagnoli            | 25 anni | Studentessa            | Gualdo Tadino       | Eliminata            |
| Nicola Pappalepore de Nicolai | 25 anni | Imprenditore           | Noci                | Eliminato            |
| Massimo Scattarella           | 34 anni | Bodyguard              | Bari                | Espulso              |
| Sarah Nile                    | 24 anni | Modella                | Napoli              | Eliminata            |
| Daniele Santoianni            | 28 anni | Imprenditore           | Termoli             | Eliminato            |
| George Leonard                | 27 anni | Personal trainer       | Terni               | Eliminato            |
| Marco Mosca                   | 18 anni | Parrucchiere           | Lanzo Torinese      | Eliminato            |
| Dominique La Rosa             | 25 anni | Assistente odontoiatra | Bolzano             | Eliminata            |
| Tullio Tomasino               | 23 anni | Rappresentante di moda | Trecastagni         | Eliminato            |
| Mattia Mor                    | 28 anni | Imprenditore           | Genova              | Eliminato            |
| Diletta Franceschetti         | 29 anni | Studentessa            | Roma                | Eliminata            |
| Gabriele Dario Belli          | 38 anni | Magazziniere           | Roma                | Eliminato            |
| Camila Sant'Ana               | 24 anni | Fotomodella            | Sorocaba            | Eliminata            |
| Davide Vallicelli             | 29 anni | Steward                | Codigoro            | Eliminato            |
| Sabrina Passante              | 21 anni | Studentessa            | Brindisi            | Eliminata            |
| Daniela Caneo                 | 32 anni | Imprenditrice          | Alghero             | Eliminata            |

### Grande Fratello 11(2010-2011)
L'undicesima edizione è andata in onda dal 18 ottobre 2010 al 18 aprile 2011, sempre con la conduzione di Alessia Marcuzzi, affiancata in studio dall'opinionista Alfonso Signorini.
I 34 concorrenti sono stati nella casa per 183 giorni, e Andrea Hirai Cocco vinse il montepremi finale di 300 000 euro.
| Concorrente                | Età     | Professione                                 | Luogo di nascita        | Stato                |
| -------------------------- | ------- | ------------------------------------------- | ----------------------- | -------------------- |
| Andrea Hirai Cocco         | 32 anni | Modello, pubbliche relazioni                | Roma                    | Vincitore            |
| Ferdinando Giordano        | 30 anni | Commesso                                    | Salerno                 | Secondo classificato |
| Margherita Zanatta         | 28 anni | Speaker radiofonica                         | Varese                  | Terza classificata   |
| Jimmy Barba                | 39 anni | Ballerino, agricoltore                      | Londra                  | Quarto classificato  |
| Rosa Baiano                | 23 anni | Studentessa, indossatrice                   | Caserta                 | Eliminata            |
| Emanuele Pagano            | 26 anni | Carpentiere, modello                        | Firenze                 | Eliminato            |
| Davide Roberto Baroncini   | 22 anni | Rappresentante                              | San Giovanni La Punta   | Eliminato            |
| Rajae Bezzaz               | 21 anni | Interprete                                  | Tripoli                 | Eliminata            |
| Biagio D'Anelli            | 27 anni | Organizzatore di eventi                     | Rodi Garganico          | Eliminato            |
| Giordana Sali              | 23 anni | Modella, pubbliche relazioni                | Ostia                   | Eliminata            |
| Guendalina Tavassi         | 24 anni | Attrice                                     | Roma                    | Eliminata            |
| Angelica Livraghi          | 22 anni | Barista                                     | Roma                    | Eliminata            |
| Raoul Tulli                | 36 anni | Macellaio                                   | Roma                    | Eliminato            |
| Roberto Manfredini         | 29 anni | Ballerino, modello                          | Carpi                   | Eliminato            |
| Erinela Bitri              | 23 anni | Commessa                                    | Berat                   | Eliminata            |
| Valentina Costanzo         | 25 anni | Proprietaria di bar                         | Roma                    | Eliminata            |
| Nathan Lelli               | 24 anni | Muratore                                    | Castel San Pietro Terme | Espulso              |
| Olivia Lechner             | 29 anni | Impiegata                                   | Salisburgo              | Eliminata            |
| Rosalba "Rosy" Maggiulli   | 22 anni | Barista                                     | Andria                  | Ritirata             |
| Giuliano Cimetti           | 36 anni | Operaio, gigolò                             | Fino Mornasco           | Eliminato            |
| Pietro Titone              | 24 anni | Ex rappresentante, ex calciatore            | Palermo                 | Espulso              |
| Matteo Casnici             | 32 anni | Fotomodello                                 | Desenzano del Garda     | Espulso              |
| Massimo Scattarella        | 35 anni | Personaggio TV                              | Bari                    | Espulso              |
| Ferdinando "Nando" Colelli | 23 anni | Operaio                                     | Aprilia                 | Eliminato            |
| Francesca Giaccari         | 26 anni | Docente                                     | San Pietro Vernotico    | Eliminata            |
| David Lyoen                | 26 anni | Funzionario commerciale                     | Neuilly-sur-Seine       | Eliminato            |
| Caroline Cecere            | 22 anni | Modella, ballerina                          | Salvador                | Eliminata            |
| Ilaria Natali              | 25 anni | Commessa, hostess, baby sitter              | Firenze                 | Eliminata            |
| Sheila Capodanno           | 28 anni | Giornalista                                 | Napoli                  | Eliminata            |
| Alessandro Marino          | 37 anni | Violinista, arrangiatore, producer, modello | Salerno                 | Eliminato            |
| Davide Clivio              | 23 anni | Studente, modello                           | Atri                    | Eliminato            |
| Elisa Lisitano             | 22 anni | Studentessa                                 | Augusta                 | Eliminata            |
| Norma Silvestri            | 27 anni | Ballerina                                   | Kinshasa                | Eliminata            |
| Cristina Nadia Alberto     | 27 anni | Giornalista                                 | Milano                  | Eliminata            |

### Grande Fratello 12(2011-2012)
La dodicesima edizione è andata in onda dal 24 ottobre 2011 al 1º aprile 2012, sempre con la conduzione di Alessia Marcuzzi, affiancata in studio dall'opinionista Alfonso Signorini.
I 36 concorrenti sono stati nella casa per 161 giorni, e Sabrina Mbarek vinse il montepremi finale di 240 000 euro.
| Concorrente              | Età     | Professione                           | Luogo di nascita | Stato                |
| ------------------------ | ------- | ------------------------------------- | ---------------- | -------------------- |
| Sabrina Mbarek           | 21 anni | Studentessa                           | Udine            | Vincitrice           |
| Gaia Elide Bruschini     | 23 anni | Ragazza immagine, hostess             | Roma             | Seconda classificata |
| Patrick Ray Pugliese     | 34 anni | Personaggio TV                        | Teheran          | Terzo classificato   |
| Franco Giusti            | 30 anni | Fisioterapista                        | Roma             | Quarto classificato  |
| Martina Pascutti         | 21 anni | Fotomodella                           | Torino           | Quinta classificata  |
| Armando Avellino         | 25 anni | Architetto                            | Catania          | Eliminato            |
| Ilenia Pastorelli        | 25 anni | Studentessa                           | Roma             | Eliminata            |
| Vito Mancini             | 26 anni | Studente                              | Avetrana         | Eliminato            |
| Kevin Cagnardi           | 20 anni | Disoccupato                           | Borgosesia       | Eliminato            |
| Cristina Del Basso       | 24 anni | Showgirl, modella, attrice            | Varese           | Eliminata            |
| Valentina "Vale" Marconi | 32 anni | Salumiera                             | Quarata          | Eliminata            |
| Valentina Lanotte        | 22 anni | Imprenditrice di uno showroom         | Modugno          | Eliminata            |
| Floriana Messina         | 22 anni | Studentessa                           | Potenza          | Eliminata            |
| Ferdinando Giordano      | 31 anni | Personaggio TV                        | Salerno          | Eliminato            |
| Gaetano De Robertis      | 32 anni | Organizzatore eventi in discoteca     | Bari             | Ritirato             |
| Giusy Muscia             | 25 anni | Ambulante                             | Niscemi          | Eliminata            |
| Enrica Maria Saraniti    | 23 anni | Psicologa                             | Catania          | Eliminata            |
| Fabrizio Conti           | 31 anni | Tatuatore                             | Viareggio        | Eliminato            |
| Amedeo Aterrano          | 23 anni | Commesso, modello                     | Napoli           | Eliminato            |
| Chiara Giorgianni        | 22 anni | Pubbliche Relazioni                   | Milano           | Eliminata            |
| Daniel Mkongo            | 21 anni | Modello, personaggio TV               | Sorengo          | Espulso              |
| Rudolf Mernone           | 23 anni | Rugbista                              | Roma             | Ritirato             |
| Monica Sirianni          | 25 anni | Insegnante di inglese                 | Sydney           | Eliminata            |
| Luca Di Tolla            | 34 anni | Studente, ex informatore scientifico  | Eboli            | Eliminato            |
| Yassine Mokdad Mamaar    | 24 anni | Ballerino, personal trainer           | Gavardo          | Eliminato            |
| Caterina Siviero         | 25 anni | Igienista dentale                     | Mestre           | Eliminato            |
| Kiran Maccali            | 25 anni | Contadino                             | Vythiri          | Eliminato            |
| Adriana Peluso           | 21 anni | Insegnante di ginnastica ritmica      | Salerno          | Eliminata            |
| Leone Guicciardini       | 27 anni | Cameriere                             | Firenze          | Eliminato            |
| Sofia D'Altrui           | 23 anni | Studentessa, receptionist             | Pescara          | Eliminata            |
| Danilo Novelli           | 22 anni | Barista                               | Bari             | Ritirato             |
| Mirko D'Arpa             | 31 anni | Agente immobiliare                    | Roma             | Ritirato             |
| Valeria Molin Pradel     | 34 anni | Studentessa, ex hockeista su ghiaccio | Bolzano          | Eliminata            |
| Filippo Pongiluppi       | 30 anni | Albergatore                           | Rimini           | Eliminato            |
| Claudia Letizia          | 32 anni | Performer burlesque                   | Pompei           | Eliminata            |
| Mario Ermito             | 20 anni | Modello                               | Brindisi         | Eliminato            |

### Grande Fratello 13(2014)
La tredicesima edizione è andata in onda dal 3 marzo al 26 maggio 2014, sempre con la conduzione di Alessia Marcuzzi, affiancata in studio per le prime quattro puntate dagli opinionisti Manuela Arcuri e Cesare Cunaccia, sostituiti dall'opinionista Vladimir Luxuria dalla quinta alla tredicesima puntata.
I 17 concorrenti sono stati nella casa per 85 giorni, e Mirco Petrilli vinse il montepremi finale di 250 000 euro.
| Concorrente              | Età     | Professione                         | Luogo di nascita      | Stato                |
| ------------------------ | ------- | ----------------------------------- | --------------------- | -------------------- |
| Mirco Petrilli           | 28 anni | Contadino                           | Velletri              | Vincitore            |
| Francesca "Chicca" Rocco | 29 anni | Impiegata di banca                  | Legnano               | Seconda classificata |
| Modestina Cicero         | 25 anni | Studentessa                         | Mannheim              | Terza classificata   |
| Samba Laobe Ndiaye       | 33 anni | Barman                              | Senegal               | Quarto classificato  |
| Giovanni Masiero         | 28 anni | Commesso                            | Verona                | Quinto classificato  |
| Angela Viviani           | 28 anni | Disoccupata                         | Sesto San Giovanni    | Eliminata            |
| Roberto Ruberti          | 32 anni | Analista bancario                   | Roma                  | Eliminato            |
| Fabio Pellegrini         | 25 anni | Gestore di centro sportivo          | Roma                  | Eliminato            |
| Diletta Di Tanno         | 24 anni | Studentessa                         | Torino                | Eliminata            |
| Mia Cellini              | 22 anni | Make up artist, YouTuber            | Roma                  | Eliminata            |
| Valentina Acciardi       | 33 anni | Impiegata in un'azienda ospedaliera | Torino                | Eliminata            |
| Armando Armenise         | 36 anni | Agenti immobiliari                  | Bari                  | Eliminati            |
| Giuseppe Armenise        | 32 anni | Agenti immobiliari                  | Bari                  | Eliminati            |
| Andrea Cerioli           | 24 anni | Agente pubblicitario                | San Lazzaro di Savena | Eliminato            |
| Greta Maisto             | 26 anni | Assistente alla poltrona            | Erice                 | Eliminata            |
| Francesca Cioffi         | 27 anni | Promoter                            | Napoli                | Eliminata            |
| Veronica Graf            | 24 anni | Hostess, modella                    | Faenza                | Eliminata            |
| Michele Simoncini        | 30 anni | Ingegnere, disc jockey              | Senigallia            | Eliminato            |

### Grande Fratello 14(2015)
La quattordicesima edizione è andata in onda dal 24 settembre al 10 dicembre 2015, con la conduzione di Alessia Marcuzzi, affiancata in studio dagli opinionisti Cristiano Malgioglio e Claudio Amendola. La social room di questa edizione è stata gestita da Chiara Tortorella, speaker di R101.
I 19 concorrenti sono stati nella casa per 78 giorni, e Federica Lepanto vinse il montepremi finale di 200 000 euro.
| Concorrente               | Età     | Professione          | Luogo di nascita | Compagno di squadra  | Stato                |
| ------------------------- | ------- | -------------------- | ---------------- | -------------------- | -------------------- |
| Federica Lepanto          | 22 anni | Studentessa          | Salerno          | Alessandro           | Vincitrice           |
| Domenico Manfredi         | 27 anni | Preparatore atletico | Bari             | Igor e Valentina     | Secondo classificato |
| Simone Nicastri           | 25 anni | Studente             | Verbania         | Rebecca              | Terzo classificato   |
| Alessandro Calabrese      | 32 anni | Imprenditore         | Nettuno          | Federica             | Quarto classificato  |
| Kevin Ishebabi            | 23 anni | Studente, modello    | Padova           | Mary                 | Quinto classificato  |
| Jessica Vella             | 23 anni | Cameriera            | Catania          | Lidia                | Eliminata            |
| Livio Parisi              | 32 anni | Impiegato            | Napoli           | –                    | Eliminato            |
| Rebecca De Pasquale       | 36 anni | Colf, dog sitter     | Eboli            | Simone               | Eliminata            |
| Diego Ianniello           | 29 anni | Personal trainer     | Roma             | Verdiana             | Eliminato            |
| Luigi Tuccillo            | 38 anni | Scrittore            | Napoli           | Peppe                | Eliminato            |
| Valentina Bonariva        | 26 anni | Ballerina, modella   | Solaro           | Igor e Manfredi      | Eliminata            |
| Barbara Donadio           | 27 anni | Modella, hostess     | Viareggio        | Rossella             | Eliminata            |
| Rossella Intellicato      | 29 anni | Imprenditrice        | Torino           | Barbara              | Eliminata            |
| Verdiana Fanzone          | 27 anni | Manager di fast food | Caltagirone      | Giovanni e Diego     | Eliminata            |
| Lidia Vella               | 23 anni | Cameriera            | Catania          | Jessica              | Eliminata            |
| Maria "Mary" Falconieri   | 23 anni | Studentessa          | Nardò            | Kevin                | Eliminata            |
| Igor Di Giovanni          | 26 anni | Imprenditore         | Kiev             | Manfredi e Valentina | Eliminato            |
| Giovanni Angiolini        | 34 anni | Ortopedico           | Sassari          | Verdiana             | Ritirato             |
| Giuseppe "Peppe" Tuccillo | 41 anni | Fotografo            | Napoli           | Luigi                | Eliminato            |

### Grande Fratello 15(2018)
La quindicesima edizione è andata in onda dal 17 aprile al 4 giugno 2018, con la conduzione di Barbara D'Urso, affiancata in studio dagli opinionisti Cristiano Malgioglio e Simona Izzo.
I 17 concorrenti sono stati nella casa per 49 giorni, e Alberto Mezzetti vinse il montepremi finale di 100 000 euro.
| Concorrente            | Età     | Professione                            | Luogo di nascita        | Stato                |
| ---------------------- | ------- | -------------------------------------- | ----------------------- | -------------------- |
| Alberto Mezzetti       | 34 anni | Gestore di centro scommesse            | Viterbo                 | Vincitore            |
| Alessia Prete          | 22 anni | Studentessa in scienze statistiche     | Volvera                 | Seconda classificata |
| Matteo Gentili         | 28 anni | Calciatore                             | Viareggio               | Terzo classificato   |
| Lucia Orlando          | 28 anni | Commessa                               | Roma                    | Quarta classificata  |
| Simone Coccia Colaiuta | 34 anni | Personaggio TV, ex spogliarellista     | L'Aquila                | Quinto classificato  |
| Veronica Satti         | 28 anni | Disoccupata                            | Genova                  | Eliminata            |
| Filippo Contri         | 25 anni | Consulente finanziario                 | Roma                    | Eliminato            |
| Danilo Aquino          | 31 anni | Tecnico di elettrodomestici            | Roma                    | Eliminato            |
| Angelo Sanzio          | 28 anni | Creatore di profumi                    | Civitavecchia           | Eliminato            |
| Lucia Bramieri         | 57 anni | Proprietaria di salone di parrucchiere | Milano                  | Eliminata            |
| Mariana Falace         | 23 anni | Modella                                | Castellammare di Stabia | Eliminata            |
| Luigi Mario Favoloso   | 30 anni | Digital manager, imprenditore          | Torre del Greco         | Espulso              |
| Aída Nízar             | 42 anni | Personaggio TV                         | Valladolid              | Eliminata            |
| Patrizia Bonetti       | 22 anni | Modella                                | Bologna                 | Eliminata            |
| Baye Dame Dia          | 29 anni | Commesso, drag queen                   | Roma                    | Espulso              |
| Valerio Logrieco       | 29 anni | Modello, sartorialist                  | Bitonto                 | Eliminato            |
| Simone Poccia          | 23 anni | Atleta, studente di scienze motorie    | Gaeta                   | Eliminato            |

### Grande Fratello 16(2019)
La sedicesima edizione è andata in onda dall'8 aprile al 10 giugno 2019, con la conduzione di Barbara D'Urso, affiancata in studio dagli opinionisti Cristiano Malgioglio e Iva Zanicchi.
I 19 concorrenti sono stati nella casa per 64 giorni, e Martina Nasoni vinse il montepremi finale di 100 000 euro.
| Concorrente        | Età     | Professione                          | Luogo di nascita        | Stato                |
| ------------------ | ------- | ------------------------------------ | ----------------------- | -------------------- |
| Martina Nasoni     | 21 anni | Tatuatrice                           | Terni                   | Vincitrice           |
| Enrico Contarin    | 26 anni | Commesso                             | Bessica                 | Secondo classificato |
| Gianmarco Onestini | 22 anni | Studente                             | Castel San Pietro Terme | Terzo classificato   |
| Daniele Dal Moro   | 28 anni | Modello, personaggio TV              | Verona                  | Quarto classificato  |
| Gennaro Lillio     | 27 anni | Modello, personaggio TV              | Napoli                  | Quinto classificato  |
| Erica Piamonte     | 30 anni | Commessa                             | Campi Bisenzio          | Eliminata            |
| Francesca De André | 29 anni | Personaggio TV                       | Genova                  | Eliminata            |
| Michael Terlizzi   | 32 anni | Preparatore atletico                 | Milano                  | Eliminato            |
| Valentina Vignali  | 27 anni | Cestista, influencer, personaggio TV | Rimini                  | Eliminata            |
| Ilio "Kikò" Nalli  | 48 anni | Parrucchiere                         | Sabaudia                | Eliminato            |
| Serena Rutelli     | 29 anni | Estetista                            | Roma                    | Eliminata            |
| Gaetano Arena      | 22 anni | Modello                              | Napoli                  | Eliminato            |
| Mila Suarez        | 31 anni | Modella, personaggio TV              | Casablanca              | Eliminata            |
| Jessica Mazzoli    | 27 anni | Cantante                             | Olbia                   | Ritirata             |
| Cristian Imparato  | 23 anni | Cantante                             | Palermo                 | Eliminato            |
| Ivana Icardi       | 23 anni | Personaggio TV                       | Rosario                 | Eliminata            |
| Ambra Lombardo     | 33 anni | Insegnante, modella                  | Modica                  | Eliminata            |
| Audrey Chabloz     | 26 anni | Hostess                              | Aosta                   | Eliminata            |
| Angela Losito      | 28 anni | Speaker radiofonica                  | Bari                    | Eliminata            |

### Grande Fratello 17(2023-2024)
La diciassettesima edizione è andata in onda dall'11 settembre 2023 al 25 marzo 2024, con la conduzione di Alfonso Signorini, affiancato in studio dall'opinionista Cesara Buonamici e con la partecipazione dell'inviata social Rebecca Staffelli.
I 35 concorrenti sono stati nella casa per 197 giorni, e Perla Vatiero vinse il montepremi finale di 100 000 euro.
| Concorrente           | Età     | Professione                                  | Luogo di nascita       | Stato                |
| --------------------- | ------- | -------------------------------------------- | ---------------------- | -------------------- |
| Perla Vatiero         | 25 anni | Imprenditrice, influencer                    | Angri                  | Vincitrice           |
| Beatrice Luzzi        | 52 anni | Attrice, autrice TV                          | Roma                   | Seconda classificata |
| Rosy Chin             | 37 anni | Chef, imprenditrice                          | Milano                 | Terza classificata   |
| Simona Tagli          | 59 anni | Showgirl, conduttrice TV                     | Milano                 | Quarta classificata  |
| Letizia Petris        | 24 anni | Fotografa                                    | Cesena                 | Quinta classificata  |
| Massimiliano Varrese  | 47 anni | Attore, cantante, ballerino                  | Roma                   | Sesto classificato   |
| Sergio Maria D'Ottavi | 31 anni | Imprenditore                                 | Latina                 | Eliminato            |
| Greta Rossetti        | 25 anni | Imprenditrice, influencer                    | Melzo                  | Eliminata            |
| Giuseppe Garibaldi    | 30 anni | Collaboratore scolastico, barman             | Palmi                  | Eliminato            |
| Federico Massaro      | 29 anni | Modello                                      | Milano                 | Eliminato            |
| Alessio Falsone       | 31 anni | Imprenditore, allenatore di calcio           | Milano                 | Eliminato            |
| Paolo Masella         | 25 anni | Macellaio                                    | Roma                   | Eliminato            |
| Anita Olivieri        | 26 anni | Marketing manager                            | Roma                   | Eliminata            |
| Grecia Colmenares     | 60 anni | Attrice                                      | Valencia               | Eliminata            |
| Marco Maddaloni       | 38 anni | Judoka, personaggio TV                       | Napoli                 | Ritirato             |
| Stefano Miele         | 33 anni | Stilista                                     | Formia                 | Eliminato            |
| Vittorio Menozzi      | 23 anni | Ingegnere, modello                           | Parma                  | Eliminato            |
| Fiordaliso            | 67 anni | Cantautrice                                  | Piacenza               | Ritirata             |
| Monia La Ferrera      | 35 anni | Hostess                                      | Catania                | Eliminata            |
| Rosanna Fratello      | 72 anni | Cantante, attrice                            | San Severo             | Eliminata            |
| Sara Ricci            | 54 anni | Attrice                                      | Roma                   | Eliminata            |
| Mirko Brunetti        | 26 anni | Imprenditore                                 | Rieti                  | Eliminato            |
| Alex Schwazer         | 38 anni | Campione olimpico di marcia                  | Vipiteno               | Ritirato             |
| Angelica Baraldi      | 26 anni | Manager informatica                          | Modena                 | Eliminata            |
| Ciro Petrone          | 35 anni | Attore                                       | Napoli                 | Ritirato             |
| Giampiero Mughini     | 82 anni | Scrittore, giornalista, personaggio TV       | Catania                | Ritirato             |
| Jill Cooper           | 55 anni | Conduttrice TV, personal trainer, stilista   | Wichita                | Eliminata            |
| Giselda Torresan      | 34 anni | Operaia, influencer                          | Seren del Grappa       | Eliminata            |
| Valentina Modini      | 29 anni | Impiegata esperta in pubbliche relazioni     | Borgomanero            | Eliminata            |
| Samira Lui            | 25 anni | Showgirl, personaggio TV                     | San Daniele del Friuli | Eliminata            |
| Heidi Baci            | 26 anni | Commerciante                                 | Vasto                  | Ritirata             |
| Arnold Cardaropoli    | 22 anni | Social media manager                         | Accra                  | Eliminato            |
| Lorenzo Remotti       | 37 anni | Calzolaio                                    | Alessandria            | Eliminato            |
| Marco Fortunati       | 31 anni | Maestro di sci, istruttore di kite, tassista | Bologna                | Eliminato            |
| Claudio Roma          | 34 anni | Imprenditore                                 | Codigoro               | Eliminato            |

### Grande Fratello 18(2024-2025)
La diciottesima edizione è andata in onda dal 16 settembre 2024 al 31 marzo 2025, con la conduzione di Alfonso Signorini, affiancato in studio dalle opinioniste Cesara Buonamici e Beatrice Luzzi e con la partecipazione dell'inviata social Rebecca Staffelli.
I 34 concorrenti sono stati nella casa per 197 giorni, e Jessica Morlacchi vinse il montepremi finale di 100 000 euro.
| Concorrente             | Età     | Professione                           | Luogo di nascita | Stato                |
| ----------------------- | ------- | ------------------------------------- | ---------------- | -------------------- |
| Jessica Morlacchi       | 37 anni | Cantante, bassista, personaggio TV    | Roma             | Vincitrice           |
| Helena Prestes          | 34 anni | Modella                               | San Paolo        | Seconda classificata |
| Chiara Cainelli         | 25 anni | Influencer, modella                   | Trento           | Terza classificata   |
| Lorenzo Spolverato      | 27 anni | Modello                               | Milano           | Quarto classificato  |
| Zeudi Di Palma          | 23 anni | Modella                               | Napoli           | Quinta classificata  |
| Mariavittoria Minghetti | 31 anni | Medico estetico                       | Roma             | Eliminata            |
| Shaila Gatta            | 28 anni | Ballerina, personaggio TV             | Aversa           | Eliminata            |
| Javier Martínez         | 29 anni | Pallavolista                          | Córdoba          | Eliminato            |
| Luca "Giglio" Giglioli  | 24 anni | Parrucchiere                          | Reggio Emilia    | Eliminato            |
| Tommaso Franchi         | 24 anni | Idraulico                             | Siena            | Eliminato            |
| Stefania Orlando        | 57 anni | Conduttrice TV, cantante              | Roma             | Eliminata            |
| Federico Chimirri       | 34 anni | Chef, disc jockey                     | Buenos Aires     | Eliminato            |
| Mattia Fumagalli        | 38 anni | Istruttore di sci                     | Lecco            | Eliminato            |
| Maria Teresa Ruta       | 64 anni | Showgirl, giornalista, conduttrice TV | Torino           | Eliminata            |
| Amanda Lecciso          | 36 anni | Imprenditrice                         | Lecce            | Eliminata            |
| Iago García             | 45 anni | Attore                                | Ferrol           | Eliminato            |
| Maxime Mbanda           | 31 anni | Rugbista                              | Roma             | Eliminato            |
| Alfonso D'Apice         | 25 anni | Imprenditore                          | Napoli           | Eliminato            |
| Pamela Petrarolo        | 47 anni | Cantante, showgirl                    | Roma             | Ritirata             |
| Eva Grimaldi            | 63 anni | Attrice, personaggio TV               | Nogarole Rocca   | Eliminata            |
| Ilaria Galassi          | 48 anni | Showgirl, badante                     | Avezzano         | Ritirata             |
| Emanuele Fiori          | 28 anni | Fisioterapista                        | Cagliari         | Eliminato            |
| Bernardo Cherubini      | 61 anni | Organizzatore d'eventi, tour operator | Roma             | Eliminato            |
| Luca Calvani            | 50 anni | Attore, personaggio TV                | Prato            | Eliminato            |
| Maria Monsè             | 50 anni | Attrice, conduttrice TV               | Catania          | Eliminate            |
| Perla Maria Paravia     | 18 anni | Studentessa, influencer               | Catania          | Eliminate            |
| Stefano Tediosi         | 32 anni | Barista, ristoratore                  | Milano           | Eliminato            |
| Federica Petagna        | 20 anni | Estetista                             | Napoli           | Eliminata            |
| Yulia Naomi Bruschi     | 26 anni | Direttrice creativa di un locale      | L'Avana          | Ritirata             |
| Clayton Norcross        | 70 anni | Attore                                | Arcadia          | Eliminato            |
| Enzo Paolo Turchi       | 75 anni | Ballerino, coreografo, personaggio TV | Napoli           | Ritirato             |
| Eleonora Cecere         | 45 anni | Cantante, ballerina                   | Roma             | Ritirata             |
| Michael Castorino       | 35 anni | Animatore turistico                   | Varese           | Eliminato            |
| Clarissa Burt           | 65 anni | Attrice                               | Filadelfia       | Eliminata            |
| Ilaria Clemente         | 30 anni | Esperta di cybersecurity              | Roma             | Ritirata             |

## Audience
| Edizione | Rete televisiva | Anno      | Stagione          | Programmazione | Programmazione | Programmazione | Programmazione | Programmazione | Programmazione | Programmazione | Collocazione | Media auditel  | Media auditel | Première       | Première  | Finale         | Finale | La nostra avventura | La nostra avventura |
| Edizione | Rete televisiva | Anno      | Stagione          | L              | M              | M              | G              | V              | S              | D              | Collocazione | Telespettatori | Share         | Telespettatori | Share     | Telespettatori | Share  | Telespettatori      | Share               |
| -------- | --------------- | --------- | ----------------- | -------------- | -------------- | -------------- | -------------- | -------------- | -------------- | -------------- | ------------ | -------------- | ------------- | -------------- | --------- | -------------- | ------ | ------------------- | ------------------- |
| 1ª       | Canale 5        | 2000      | estate-autunno    |                |                |                |                |                |                |                | Prima serata | 9 818 000      | 37,00%        | 5 452 000      | 24,78%    | 16 019 000     | 59,97% | –                   | –                   |
| 2ª       | Canale 5        | 2001      | estate-autunno    | 8 111 000      | 32,74%         | 7 911 000      | 33,04%         | 10 990 000     | 44,18%         |                | Prima serata |                |               |                |           |                |        | –                   | –                   |
| 3ª       | Canale 5        | 2003      | inverno-primavera | 8 260 000      | 33,15%         | 8 487 000      | 35,00%         | 10 694 000     | 45,11%         | 4 758 000      | Prima serata | 17,08%         |               |                |           |                |        |                     |                     |
| 4ª       | Canale 5        | 2004      | inverno-primavera |                | 8 443 000      | 33,89%         | 9 349 000      | 38,62%         | 11 159 000     | 45,38%         | Prima serata | 6 374 000      | 28,53%        |                |           |                |        |                     |                     |
| 5ª       | Canale 5        | 2004      | autunno           |                | 6 859 000      | 30,70%         | 6 886 000      | 34,13%         | 8 642 000      | 40,04%         | Prima serata | 5 307 000      | 23,88%        |                |           |                |        |                     |                     |
| 6ª       | Canale 5        | 2006      | inverno-primavera | 6 494 000      | 31,68%         | 7 633 000      | 36,76%         | 7 463 000      | 37,80%         | 4 702 000      | Prima serata | 23,15%         |               |                |           |                |        |                     |                     |
| 7ª       | Canale 5        | 2007      | inverno-primavera | 5 553 000      | 25,80%         | 6 481 000      | 30,82%         | 5 951 000      | 31,13%         | 4 355 000      | Prima serata | 20,46%         |               |                |           |                |        |                     |                     |
| 8ª       | Canale 5        | 2008      | inverno-primavera |                |                |                |                | 5 477 000      | 25,19%         | 5 616 000      | Prima serata | 27,72%         | 6 258 000     | 28,80%         | 4 975 000 | 20,24%         |        |                     |                     |
| 9ª       | Canale 5        | 2009      | inverno-primavera |                |                | 6 631 000      | 29,17%         | 5 674 000      | 26,51%         | 7 915 000      | Prima serata | 36,14%         | 5 282 000     | 22,41%         |           |                |        |                     |                     |
| 10ª      | Canale 5        | 2009-2010 | autunno-inverno   |                |                |                | 6 156 000      | 27,83%         | 6 047 000      | 30,87%         | Prima serata | 7 460 000      | 34,70%        | 3 521 000      | 17,16%    |                |        |                     |                     |
| 11ª      | Canale 5        | 2010-2011 | autunno-primavera |                | 5 433 000      | 23,55%         | 5 906 000      | 27,06%         | 6 622 000      | 32,79%         | Prima serata | –              | –             |                |           |                |        |                     |                     |
| 12ª      | Canale 5        | 2011-2012 | autunno-primavera |                | 3 847 000      | 17,40%         | 5 264 000      | 24,94%         | 3 926 000      | 20,02%         | Prima serata | –              | –             |                |           |                |        |                     |                     |
| 13ª      | Canale 5        | 2014      | inverno-primavera |                | 4 115 000      | 19,15%         | 5 440 000      | 24,64%         | 4 708 000      | 24,25%         | Prima serata | –              | –             |                |           |                |        |                     |                     |
| 14ª      | Canale 5        | 2015      | autunno           |                |                | 3 523 000      | 18,74%         | 3 428 000      | 19,21%         | 4 308 000      | Prima serata | –              | –             | 22,01%         |           |                |        |                     |                     |
| 15ª      | Canale 5        | 2018      | primavera         |                |                |                | 3 885 000      | 23,25%         | 3 598 000      | 22,60%         | Prima serata | –              | –             | 3 797 000      | 23,63%    |                |        |                     |                     |
| 16ª      | Canale 5        | 2019      | primavera         | 3 257 000      | 19,94%         | 3 405 000      | 19,34%         | 3 301 000      | 22,22%         |                | Prima serata | –              | –             |                |           |                |        |                     |                     |
| 17ª      | Canale 5        | 2023-2024 | estate-primavera  |                |                |                |                | 2 444 000      | 18,59%         | 2 994 000      | Prima serata | –              | –             | 23,01%         | 3 039 000 | 23,90%         |        |                     |                     |
| 18ª      | Canale 5        | 2024-2025 | estate-primavera  |                | 2 129 000      | 16,76%         | 2 510 000      | 21,28%         | 2 690 000      | 22,00%         | Prima serata | –              | –             |                |           |                |        |                     |                     |

## Dettagli sulle edizioni e sui concorrenti

### Edizioni
In termini di ascolti, il reality ha collezionato diversi record, tra cui il 60% di share per la prima edizione (2000). Nel 2004, la settima puntata del Grande Fratello 4 è stata la prima trasmissione nella storia della televisione italiana a superare in ascolti il Festival di Sanremo, in contemporanea diretta.

Il cast della prima edizione (2000)

- Grande Fratello 1: l'edizione andò in onda dagli studi di Cinecittà a Roma, con la conduzione di Daria Bignardi e con la partecipazione dell'inviato Marco Liorni. È l'edizione a detenere il record del numero minore di concorrenti in gioco (pari a dieci) ed è anche l'unica in cui tutti i concorrenti siano entrati insieme nella casa, in cui l'eliminazione di un concorrente sia avvenuta ogni due settimane anziché una e in cui i concorrenti hanno potuto ospitare un animale, ovvero una piccola Golden Retriever a cui fu dato il nome Daria in onore della conduttrice. È la prima edizione a presentare la formula della finale a tre finalisti (che verrà proposta successivamente solo nella quarta, nella quinta e nella sesta edizione). È una delle uniche quattro edizioni che siano durate esattamente 100 giorni (99 se non si considera il giorno della prima puntata) insieme al Grande Fratello 3, al Grande Fratello 6 e al Grande Fratello 9;
- Grande Fratello 2: è la prima edizione a presentare la formula della finale a quattro (e non a 3 come visto nella prima edizione) ed è anche la prima in cui i finalisti siano stati esattamente due uomini e due donne (come succederà solo durante il Grande Fratello 3, e sette anni dopo, durante il Grande Fratello 8). È la prima edizione in cui sia avvenuta sia una squalifica dal gioco (quella di Luana Spagnolo per aver omesso agli autori delle sue precedenti esperienze televisive) sia un abbandono volontario (quello di Filippo Nardi per l'astinenza dalle sigarette e quello di Laura Marinelli per la vergogna delle telecamere) ed è pertanto una delle uniche cinque edizioni in cui siano avvenute almeno una squalifica e un ritiro (insieme alla nona, decima, undicesima e dodicesima edizione). È inoltre la prima edizione in cui sia avvenuta la riammissione di una concorrente già eliminata, Eleonora Daniele, e la partecipazione di un concorrente straniero, Mathias Mougoue. Questa edizione presenta anche una durata ridotta rispetto alla prima: durò infatti 92 giorni anziché i consueti 99 (cioè una settimana in meno) a causa degli attentati dell'11 settembre 2001 per cui la partenza fu slittata di una settimana in avanti. È inoltre l'unica edizione in cui gli ultimi due finalisti sono entrati in corsa in occasione della quarta puntata serale proprio in sostituzione degli abbandoni ed è pertanto la prima edizione in cui il vincitore, Flavio Montrucchio, non ha soggiornato nella casa per l'intera durata dell'edizione;
- Grande Fratello 3: ribattezzata come l'edizione delle novità (già a partire dalla conduzione che passò a Barbara D'Urso), è stata la prima edizione in cui, rispetto alle precedenti, sia stata introdotta una nuova meccanica di gioco: il "migliore" di ogni prova settimanale aveva infatti la possibilità di scegliere tra due ricompense tra cui l'accesso alla Suite (introdotta proprio a partire da questa edizione), una nuova ed esclusiva stanza della casa in cui poter soggiornare per un giorno in compagnia di un inquilino, o la possibilità di "comprare" una nomination, cioè salvare un concorrente nominato dal televoto con la conseguente decurtazione di denaro dal montepremi finale. La terza è anche la prima edizione in cui sia stato annullato un televoto in seguito all'abbandono di uno dei nominati (ovvero Fedro, che si ritirò per il lutto di una zia molto cara) e a cui abbia partecipato una coppia pre-esistente al programma (formata da Pasquale Laricchia e Victoria Pennington). La terza è anche l'unica edizione in cui due concorrenti (Franco e Manila) siano entrati in corsa (giorno 71) ma il cui destino nella casa fosse dipeso dall'esito del televoto corrente: infatti, con l'uscita di un uomo, Pasquale, toccò a Manila abbandonare la casa. Infine, risulta essere la prima edizione in cui la vittoria sia stata contesa tra due donne (dopo due edizioni in cui la vittoria era contesa tra un uomo e una donna) ma è tutt'oggi l'unica in cui quelle due donne (Floriana e Victoria) erano presenti nella casa sin dall'inizio del programma;
- Grande Fratello 4: è la prima edizione a superare il limite dei 100 giorni del format originale del programma, essendo durata 106 giorni. Così come la terza, anche la quarta edizione ha introdotto delle novità, in particolare l'aggiunta di due nuove stanze, quali la Stanza delle sorprese e il Tugurio, quest'ultimo introdotto come un'antitesi della Suite in cui il concorrente che meno si era distinto nella prova settimanale doveva affrontare una prova di fatica in compagnia di un inquilino a sua scelta. È però la prima edizione in cui la Suite e il Tugurio sono difatti collocati nel Limbo, ovvero la "stanza" che separa la casa vera e propria dall'esterno, assente nelle precedenti edizioni. È, inoltre, la prima edizione a ripristinare la finale a tre proposta nel Grande Fratello 1 (e che ricorrerà per altri due anni) ed è stata per molti anni l'unica in cui in finale sia giunto solo un uomo, recentemente eguagliata dal Grande Fratello 17 e dal Grande Fratello 18. La quarta edizione è stata una delle edizioni più seguite del Grande Fratello, ed è l'unica a poter vantare degli ascolti clamorosi: in particolare la settima puntata dal 4 marzo 2004 rappresenta la prima volta in cui un programma sia riuscito a battere in ascolti il Festival di Sanremo;
- Grande Fratello 5: è la prima edizione ad andare in onda nello stesso anno della precedente (2004) ma nella stagione televisiva successiva. Con i suoi 71 giorni, è la terza edizione più breve nella storia del programma ed anche l'ultima che abbia visto Barbara D'Urso alla conduzione, prima del suo ritorno dopo quattordici anni. La quinta edizione è stata anche la prima a segnare un netto calo di ascolti (che si verificherà solo otto anni più tardi in occasione della dodicesima edizione), a causa della durata notevolmente ridotta rispetto alle edizioni precedenti e del gruppo di concorrenti, malvisti per la loro eccessiva esuberanza, sfociata, una sera, in una vera e propria "ubriacatura" di gruppo: alcuni concorrenti, infatti, dopo aver chiesto e pagato 44 bottiglie di birra, si lasciarono andare ad un'ebbrezza incontrollata che sfociò in atti di vandalismo ed effusioni un po’ troppo spinte. Nonostante il calo d'ascolti, la quinta è comunque un'edizione a detenere diversi primati: è infatti l'unica edizione in cui siano entrate 2 coppie sposate ed è la prima in cui sia avvenuta la squalifica di un concorrente (Guido Genovesi) per una bestemmia pronunciata in diretta, in cui sia avvenuta una doppia eliminazione (durante la semifinale) e in cui gli ultimi due concorrenti a contendersi la vittoria fossero entrambi di origine non italiana, ovvero l'avvenente "urlatrice" Catrina Davies (di origine gallese) e l'esuberante Jonathan Kashanian (di origine israeliana e vincitore dell'edizione);
- Grande Fratello 6: è un'edizione ad aver introdotto diverse novità tra cui il cambio di conduzione, che passa ad Alessia Marcuzzi (che condurrà il programma sino al 2015 per nove edizioni consecutive), lo spostamento dello studio che viene ubicato al Palastudio di Cinecittà ed assume la "classica" forma ad arena che verrà usata sino alla dodicesima edizione, l'eliminazione della Suite e l'introduzione dell'Arena, un'area della casa all'aperto deputata allo svolgimento di alcune prove settimanali, ma la novità più importante riguarda la conformazione della casa: la sesta edizione è infatti l'unica in cui la casa sia stata divisa in due appartamenti, ribattezzati come la casa dei Nababbi (ricca di comfort) e la casa dei Tapini (squallida e disadattata, quindi una sorta di Tugurio più grande), con la conseguente divisione dei concorrenti in due gruppi a soggiornare nelle due parti della casa. È, inoltre, l'edizione con il montepremi più alto in assoluto: il vincitore, Augusto De Megni, intascò infatti un premio di 900000 €, in seguito alla decurtazione di 100000 € (originariamente il montepremi corrispondeva ad 1000000 €) accettata dai concorrenti per far rientrare in casa il concorrente Fabiano Reffe, il quale era stato eliminato, senza passare dal televoto, perché il più votato dagli stessi inquilini: si tratta dell'unico caso in cui un concorrente eliminato è potuto rientrare nella casa non per decisione della produzione. È inoltre l'ultima edizione a presentare la finale a tre (reintrodotta dalla quarta edizione) ed è l'unica in cui i finalisti siano stati tutti uomini, con l'ultima donna classificatasi al quinto posto. La sesta edizione segna quindi un punto di svolta nella storia del programma: è difatti la prima edizione a spianare il dominio incontrastato degli uomini rispetto alle donne, soprattutto nelle ultime fasi del gioco, in cui le donne saranno sempre in minor numero;
- Grande Fratello 7: si tratta di un'altra edizione di cambiamenti, tra cui l'introduzione di un nuovo ambiente, la Discarica, che sostituisce il Tugurio, in cui sono confinati i peggiori della settimana, e vengono introdotte le eliminazioni dirette senza televoto in cui a stabilire chi deve lasciare la casa sono gli stessi concorrenti. È inoltre la prima edizione a stravolgere l'andamento della serata finale, abbandonando definitivamente la formula della finale a tre (in vigore fino all'edizione precedente) in favore di quella a quattro (già utilizzata nel Grande Fratello 2 e nel Grande Fratello 3), che diventa ricorrente fino al Grande Fratello 11, e ad introdurre un nuovo sistema nei televoti finali, per cui il televoto viene chiuso ed aperto immediatamente dopo l'uscita del quarto e del terzo classificato ed il vincitore viene eletto per somma dei voti di tutti i televoti precedenti. Insieme al Grande Fratello 9, al Grande Fratello 10 e al Grande Fratello 11, condivide un'identica graduatoria finale: in queste quattro edizioni solo una donna è riuscita ad arrivare in finale e si è sempre classificata al terzo posto, lasciando sempre agli uomini la chance di vittoria finale;
- Grande Fratello 8: è l'unica edizione a presentare una struttura completamente diversa della casa, pensata come un complesso di appartamenti ancora in fase di costruzione, alla quale i concorrenti dovevano partecipare attivamente, vivendo inizialmente all'esterno in una sorta di camping all'interno di camper e tende da campeggio, per cui furono divisi per le prime settimane in Lavoratori, i quali avevano il compito di completare la costruzione della casa potendo però soggiornare all'interno degli appartamenti, e in Accampati, esenti dall'obbligo di partecipare alle lavorazioni ma costretti a vivere all'esterno. Così come nell'edizione precedente, anche in questo caso sono avvenute delle eliminazioni dirette per cui a decidere chi eliminare non era il pubblico ma gli stessi concorrenti, chiamati a votare tra due inquilini nominati d'ufficio. Dopo il Grande Fratello 4 (in cui aveva preso parte una coppia padre-figlia) e il Grande Fratello 6 (in cui aveva partecipato una coppia madre-figlia), si tratta dell'unica edizione in cui a soggiornare nella casa ci sia stata una famiglia intera, gli Orlando, composta da Filippo, Carmela e i tre figli Domenico, Giuseppe e Fabio, e in cui, dopo il Grande Fratello 5 (a cui avevano partecipato due coppie sposate) abbia soggiornato una coppia sposata, formata da Thiago e Benedetta. È inoltre la prima edizione in cui sia stato aperto un televoto che vedeva coinvolti 7 concorrenti (superando il record di 6 della quinta edizione) e in cui tale televoto sia stato chiuso e riaperto tra i due concorrenti più votati. Per la prima volta, tre concorrenti (Francesco, Mario e Roberto) uscirono in diretta dalla casa per partecipare ad un crossover con un altro programma della rete, C'è posta per te. Per quanto riguarda la serata finale, si tratta della prima edizione ad interrompere la presenza di una sola donna in finale (cosa che non accadeva dalla quarta edizione) ed è anche l'ultima in cui i finalisti siano stati esattamente due donne e due uomini, come già successo nella finale del Grande Fratello 2 e del Grande Fratello 3;
- Grande Fratello 9: è stata la prima edizione in cui ai concorrenti era concesso visionare dei brevi filmati riguardanti l'argomento trattato in puntata e in cui il pubblico fosse direttamente coinvolto nell'individuare i concorrenti nominabili (generalmente in numero di quattro o cinque) e i concorrenti preferiti (generalmente tre) a cui concedere l'immunità dalle nomination, attraverso un televoto in positivo utile a stilare una classifica di gradimento dei concorrenti. Anche la casa subì delle modifiche, abbandonando lo stile ad appartamenti visto nella sesta e nell'ottava edizione e preferendo uno stile più vicino a quello della settima edizione, con l'introduzione della Catapecchia, che sostituisce il Tugurio. Si tratta di un'edizione ad essere stata al centro di numerose polemiche a causa di concorrenti particolarmente dissacranti tra cui l'hostess Daniela Martani, la cui permanenza nella casa suscitò fortissime polemiche da parte dell'opinione pubblica (per via del suo ruolo svolto in occasione della crisi dell'Alitalia) dopo che le fu chiesto di scegliere se rinunciare al proprio posto di lavoro o rimanere nella casa, costringendola difatti a ritirarsi, Federica Rosatelli, che pagò con la squalifica i suoi atteggiamenti eccessivamente isterici ed aggressivi culminati con il lancio di un bicchiere ai danni del concorrente Gianluca Zito, e Paolo Mari, che invece fu espulso dopo essersi completamente denudato in segno di protesta verso l'atteggiamento irrispettoso di alcuni coinquilini;
- Grande Fratello 10: per celebrare i dieci anni del Grande Fratello, quest'edizione fu appositamente allungata oltre la durata classica mentre alla casa fu aggiunta una nuova stanza segreta, la stanza delle scelte, dove veniva deciso il destino di un concorrente nel gioco. È la seconda edizione a superare il limite dei 100 giorni dopo il Grande Fratello 4, ma, con i suoi 134 giorni, è in assoluto la prima edizione nella storia del programma ad essersi articolata tra due anni ed aver così ricoperto la stagione autunno-inverno del palinsesto 2009-2010: è stata pertanto la prima volta in cui i concorrenti si sono ritrovati a trascorrere il Natale e il Capodanno nella casa del Grande Fratello. È tuttora l'unica edizione in cui due concorrenti, Maicol Berti e George Leonard, abbiano avuto la possibilità di uscire dalla casa per godere di un viaggio a Parigi offerto dalla produzione ed è la prima in cui sia avvenuto un interscambio di concorrenti con il Gran Hermano spagnolo. Si tratta della seconda edizione in cui il vincitore (Mauro Marin) non ha soggiornato nella casa per l'intera durata del programma (come già successo nel Grande Fratello 2) essendo entrato in gioco a partire dalla seconda puntata serale, nonostante fosse già stato selezionato come componente del cast originale;
- Grande Fratello 11: è la terza edizione a superare il limite dei 100 giorni dopo il Grande Fratello 4 e il Grande Fratello 10, ed è, con i suoi 183 giorni, la seconda edizione ad andare in onda a cavallo di due anni, tra il 2010 e il 2011. Per la prima ed unica volta però, i concorrenti si sono ritrovati a trascorrere il Natale, il Capodanno e la Pasqua all'interno della casa del Grande Fratello. Con i suoi sei mesi di trasmissione, è stata per tanti anni l'edizione a detenere il record della durata maggiore del programma, recentemente superata dal Grande Fratello VIP 7, dal Grande Fratello 17 e dalGrande Fratello 18 , tutte e tre durate 197 giorni. È l'unica edizione in cui ad un concorrente squalificato in un'edizione precedente (Massimo Scattarella) sia stato concesso di ritornare nella casa, decisione poi annullata dal Grande Fratello a seguito dell'ennesima imprecazione sfuggita ad un altro concorrente, che portò, per la prima volta, ad una triplice squalifica dalla casa durante la medesima diretta ed è per tale motivo l'edizione a detenere il record di maggior numero di concorrenti squalificati dal gioco (pari a 4). È anche la prima edizione in cui sei concorrenti hanno potuto godere dell'immunità per un mese tramite una decisione che teneva conto dei gusti del pubblico, delle preferenze degli stessi concorrenti e del Grande Fratello;
- Grande Fratello 12: è l'ultima edizione consecutiva a superare il limite dei 100 giorni e, con i suoi 161 giorni, è complessivamente la terza ad essere andata in onda nell'arco di due anni, tra il 2011 e il 2012. È l'ultima edizione in cui lo studio presenta una forma ad arena ed anche quella ad aver contato il maggior numero di concorrenti uomini ritiratisi per la mancanza della rispettiva partner: ciò fu oggetto di moltissime polemiche da parte della produzione, il che portò, nel corso della quattordicesima diretta serale, ad un acceso diverbio tra la conduttrice Alessia Marcuzzi e il concorrente Rudolf Mernone, al termine della quale quest'ultimo abbandonò la casa. È tutt'oggi l'unica edizione in cui tre concorrenti di tre edizioni passate (Ferdinando Giordano, secondo classificato al Grande Fratello 11, Cristina Del Basso, terza classificata al Grande Fratello 9, e Patrick Ray Pugliese, secondo classificato al Grande Fratello 4) hanno avuto la possibilità di tornare nella casa in qualità di Invasori. Si tratta, inoltre, dell'edizione con il maggior numero di concorrenti in gioco (ben 36) e, per via del numero cospicuo di concorrenti, è stata la prima edizione ad assumere la formula della finale a cinque ed è, tra le edizioni in cui i finalisti erano cinque, la prima in cui le donne finaliste hanno superato gli uomini (una situazione simile si ripeterà tredici anni dopo in occasione del Grande Fratello 18): è stata difatti l'edizione a rivedere il ritorno delle donne nelle ultime fasi del gioco. Dopo ben otto anni, cioè dopo la vittoria di Serena Garitta al Grande Fratello 4, torna a vincere una donna: Sabrina Mbarek, la quale è anche la donna più nominata dell'edizione e conquista il record del maggior numero di televoti superati (13) poi superato da Beatrice Luzzi (21) nella diciassettesima edizione;
- Grande Fratello 13: dopo tre edizioni dalla durata dilatata, quest'edizione segna un ritorno alle origini del reality, ripristinando una durata più vicina a quella del format originale ma con un'importante innovazione, la Social Room, dalla quale si viene a conoscenza del parere del pubblico attraverso i vari social media. È la prima edizione in cui il vincitore non viene annunciato in casa ma bensì nello studio, dando così vita ad un momento molto nostalgico che permane tutt'oggi nelle ultime edizioni, ovvero lo Spegnimento delle luci: i due super-finalisti sono invitati ad abbassare una leva che determina progressivamente lo spegnimento delle luci della casa, fino a quando i due inquilini non varcano la porta rossa. È anche la prima edizione in cui lo studio è stato completamente trasformato, ridotto da un'arena ad una semplice passerella in mezzo al pubblico, e in cui partecipa una coppia di fratelli come unico concorrente: Armando e Giuseppe, ribattezzati i fratelli papillon. Questa edizione è anche legata ad un evento molto drammatico nella storia del programma, essendo stata posticipata di un anno a causa dell'incendio che determinò la distruzione della casa nei pressi degli studi di Cinecittà, i quali furono poi ricostruiti in tempi record;
- Grande Fratello 14: è l'unica edizione in cui, nella prima fase del programma, i concorrenti abbiano giocato in coppie e/o terzetti, e abbiano fatto le nomination in questo senso, in modo tale da lasciare alla coppia nominata la possibilità di scegliere chi mandare in nomination. In più, a differenza delle edizioni precedenti, i concorrenti erano chiamati settimanalmente a difendere il proprio montepremi attraverso delle missioni che prevedevano l'incursione di individui (sconosciuti o legati a qualcuno degli inquilini in casa), i quali nascondevano un segreto che i concorrenti dovevano svelare per evitare di subire decurtazioni. Inoltre, dopo ben quindici anni, è la seconda edizione in cui l'unica donna ad essere arrivata in finale sia riuscita a vincere, riuscendo a battere in finale quattro uomini;
- Grande Fratello 15: nonostante sia stata un'edizione di non famosi, sull'onda del successo della versione VIP, quest'edizione è stata la prima in cui tra i concorrenti ci siano stati anche dei volti conosciuti al grande pubblico per via delle loro parentele e/o relazioni con personaggi del mondo dello spettacolo, ma non così famosi da poterli etichettare come VIP. Nonostante rappresenti una sorta di ripartenza del format classico del reality per cui la conduzione è ritornata nelle mani di Barbara D'Urso, quest'edizione non è tra le più fortunate, essendo state al centro di numerose polemiche sessiste soprattutto nella prima fase del programma, le quali costarono la squalifica a due concorrenti: Baye Dame, per un'aggressione fisica e verbale compiuta ai danni della spagnola Aida Nizar, e Luigi Favoloso (ex compagno di Nina Morić) che si rese responsabile di gravi insinuazioni sessiste contro le donne. Con i suoi 49 giorni, è tra l'altro l'edizione più breve del programma ed anche quella a presentare il montepremi più basso in assoluto, pari a 100000 €, che verrà proposto anche nelle edizioni successive;
- Grande Fratello 16: anche in questa edizione, come nella precedente, tra i concorrenti ci sono stati volti conosciuti al grande pubblico per via di relazioni o parentele con personaggi famosi, ma non così famosi da poterli etichettare VIP. Un po' come accaduto nel Grande Fratello 14, anche questa edizione ha visto l'incursione di alcuni ospiti all'interno della casa che non erano ufficialmente concorrenti ma che avevano il compito di creare scompiglio, tra cui il dermatologo Alberto Lemme, ex gieffina Guendalina Canessa, l'opinionista Vladimir Luxuria e la showgirl Taylor Mega. È la prima edizione in cui, al giorno della finale, siano arrivati sette concorrenti, di cui però sono stati eletti finalisti in cinque, di cui solo una era una donna. È però la terza edizione in cui quell'unica donna è riuscita a vincere (dopo il Grande Fratello 1 e il Grande Fratello 14) battendo quattro uomini in finale, esattamente come accaduto per il Grande Fratello 14. Con i suoi 64 giorni, è la seconda edizione più breve nella storia del programma;
- Grande Fratello 17: a distanza di quattro anni dall'ultima edizione del format originale, il programma è ritornato con una formula rinnovata, all'interno della casa infatti, possono entrare sia concorrenti non famosi sia concorrenti VIP. Dopo ventitré anni, la diretta serale viene presentata presso gli studi Voxson di Roma, lasciando gli studi di Cinecittà solamente come location per la casa, anche se per l'ultimo anno. È la prima edizione in cui, al giorno della finale, siano arrivati in otto (superando il record dell'edizione precedente), di cui però, per la prima ed unica volta, sono stati eletti finalisti in sei, di cui solo uno era un uomo: è pertanto la seconda edizione in cui solo un uomo sia arrivato in finale dopo il Grande Fratello 4 e, con l'esclusione di quest’ultimo al sesto posto, è, inoltre, la prima edizione nella storia del programma in cui le ultime cinque inquiline siano state tutte donne, assicurando per la prima volta un podio tutto al femminile. È inoltre l'edizione a detenere il record per la durata maggiore del programma: con i suoi 197 giorni, pari a sei mesi e mezzo, al pari del Grande Fratello VIP 7, supera infatti il Grande Fratello 11 che, con i suoi 183 giorni, era stata per anni l'edizione più lunga del programma. È anche l'edizione con il maggior numero di concorrenti ritirati dal programma, (ben sei) superando così il record prima raggiunto dal Grande Fratello 12;
- Grande Fratello 18: come nell'edizione precedente possono entrare sia concorrenti non famosi sia concorrenti VIP[29]. È la prima edizione in cui la casa ha cambiato location, abbandonando la ventennale Cinecittà per trasferirsi presso i Lumina Studios. È tra l'altro un'edizione con molti primati: è la seconda edizione, dopo la decima, in cui sia avvenuto un interscambio di concorrenti con il Gran Hermano spagnolo ed è la prima in cui una concorrente, Ilaria Clemente, si sia dovuta ritirare dal programma dopo aver scoperto di essere incinta all'interno della casa, in cui un'altra, Yulia Bruschi, si sia ritirata di comune accordo con la produzione per dei problemi legali, in cui un'altra, Jessica Morlacchi, si sia ritirata per protesta verso un provvedimento disciplinare, e in cui abbiano convissuto quattro concorrenti sotto forma di duo: il primo composto dalle ex ragazze di Non è la Rai, Pamela Petrarolo e Ilaria Galassi, e il secondo da Maria Monsè e sua figlia Perla Maria. È la prima edizione nella storia del reality in cui sia avvenuto un ripescaggio dei concorrenti in precedenza eliminati e/o ritirati dal gioco fino a quel momento, chiedendo al pubblico di decidere se e a chi dare questa seconda opportunità e di cui due di questi, Jessica Morlacchi ed Helena Prestess, siano, non solo arrivate in finale, ma si siano contese la vittoria finale: per la prima volta, due concorrenti ad aver abbandonato la casa e poi riammesse attraverso un ripescaggio arrivano a giocarsi la vittoria. Dopo il Grande Fratello 4 e il Grande Fratello 17, si tratta della terza edizione in cui solo un uomo sia arrivato in finale e, con l'esclusione di quest'ultimo al quarto posto, è la seconda edizione consecutiva dopo la precedente in cui il podio risulta composto unicamente da donne. È anche l'edizione con la durata maggiore (197 giorni) e con il numero maggiore di concorrenti ritirati (ovvero sei), eguagliando di fatto il Grande Fratello 17.

#### Record
- Su diciotto edizioni totali, l'albo dei vincitori conta dieci vincitori uomini e otto vincitrici donne;
- Su diciotto edizioni totali, la vittoria è stata contesa tra un uomo e una donna per nove volte, mentre nelle restanti nove tra due concorrenti dello stesso sesso;
- Un uomo ha vinto contro una donna cinque volte: nel Grande Fratello 2 (con la vittoria di Flavio su Lalla), nel Grande Fratello 5 (con la vittoria di Jonathan su Catrina), nel Grande Fratello 8 (con la vittoria di Mario su Teresa), nel Grande Fratello 13 (con la vittoria di Mirco su Chicca) e nel Grande Fratello 15 (con la vittoria di Alberto su Alessia);
- Una donna ha vinto contro un uomo quattro volte: nel Grande Fratello 1 (con la vittoria di Cristina su Salvo), nel Grande Fratello 4 (con la vittoria di Serena su Patrick), nel Grande Fratello 14 (con la vittoria di Federica su Manfredi) e nel Grande Fratello 16 (con la vittoria di Martina su Enrico);
- La vittoria è stata contesa tra due uomini per cinque volte, e tutte a distanza molto ravvicinata: nel Grande Fratello 6 (con la vittoria di Augusto su Filippo), nel Grande Fratello 7 (con la vittoria di Milo su Alessandro), nel Grande Fratello 9 (con la vittoria di Ferdi su Marcello), nel Grande Fratello 10 (con la vittoria di Mauro su Giorgio) e nel Grande Fratello 11 (con la vittoria di Andrea su Ferdinando);
- La vittoria è stata contesa tra due donne quattro volte: nel Grande Fratello 3 (con la vittoria di Floriana su Victoria), dopo nove anni, nel Grande Fratello 12 (con la vittoria di Sabrina su Gaia), dopo ben dodici anni, nel Grande Fratello 17 (con la vittoria di Perla su Beatrice) e nel Grande Fratello 18 (con la vittoria di Jessica su Helena);
- In diciotto edizioni, per ben sette volte solo una sola donna è arrivata in finale: Cristina Plevani nel Grande Fratello 1, Catrina Davis nel Grande Fratello 5, Guendalina Canessa nel Grande Fratello 7, Cristina Del Basso nel Grande Fratello 9, Cristina Pignataro nel Grande Fratello 10, Margherita Zanatta nel Grande Fratello 11, Federica Lepanto nel Grande Fratello 14 e Martina Nasoni nel Grande Fratello 16. Di queste sette però, solo in tre edizioni quell’unica donna è riuscita a vincere;
- In diciotto edizioni, solo tre volte solo un uomo è arrivato in finale: Patrick Ray Pugliese nel Grande Fratello 4, Massimiliano Varrese nel Grande Fratello 17 e Lorenzo Spolverato nel Grande Fratello 18. Di questi tre però nessuno è mai riuscito a vincere;

### Concorrenti e vincitori

#### Vincitori
- Cristina Plevani (Grande Fratello 1), Federica Lepanto (Grande Fratello 14) e Martina Nasoni (Grande Fratello 16) sono le uniche vincitrici ad essere state, nelle loro edizioni, le uniche donne ad arrivare in finale e ad aver battuto tutti gli uomini finalisti, in particolare Federica e Martina sono le uniche ad aver battuto in finale 4 uomini. Cristina Plevani è anche l'unica vincitrice del programma ad aver preso parte al programma televisivo Uomini e Donne condotto da Maria De Filippi, in qualità di tronista nella stagione televisiva 2003-2004: la donna scelse Mirko Vatteroni ma la relazione durò soltanto un mese. Dopo più di 20 anni di assenza dalle scene televisive, torna sul piccolo schermo in occasione della diciannovesima edizione dell’Isola dei famosi, con la conduzione di Veronica Gentili, che riesce sorprendentemente a vincere. La sua vittoria segna un record assoluto oltre che storico: Cristina è difatti la prima concorrente nota al pubblico per la sua partecipazione alla prima edizione del Grande Fratello ad aver vinto anche L’isola dei famosi, arrivando a trionfare nei due reality in entrambe le sue partecipazioni (la situazione contraria era invece accaduta nel 2018, quando Walter Nudo, storico vincitore della prima edizione dell’Isola, trionfò nella terza edizione del Grande Fratello VIP), senza essere mai stata eliminata e a non aver mai perso alcun televoto. Per via dei successi riscontrati in entrambi i programmi, Cristina può essere difatti considerata la concorrente più imbattuta di sempre nella storia dei reality italiani;
- Flavio Montrucchio (Grande Fratello 2), Mauro Marin (Grande Fratello 10), Sabrina Mbarek (Grande Fratello 12) e Perla Vatiero (Grande Fratello 17) sono gli unici vincitori nella storia del programma a non aver soggiornato nella casa per l'intera durata dell'edizione. Nel caso dei due uomini, Mauro era già stato selezionato per far parte del cast originale ma entrò comunque in occasione della seconda diretta (giorno 8) mentre Flavio fu scelto in sostituzione di Filippo Nardi (che aveva abbandonato la casa durante la seconda settimana in seguito alla forte astinenza per la mancanza di sigarette) ed entrò nella casa durante la quarta puntata (giorno 22). Sabrina e Perla invece entrarono nelle rispettive edizioni in qualità di nuove concorrenti molto più avanti rispetto ai concorrenti già residenti, in particolare: Sabrina è la vincitrice a essere entrata più tardi in assoluto (giorno 78) ma comunque a soggiornare nella casa per altri 83 giorni sino alla finale (comunque molto di più rispetto ai vincitori della quinta, quattordicesima, quindicesima e sedicesima edizione) mentre Perla è paradossalmente la vincitrice donna ad aver soggiornato per più tempo nella casa nonostante sia entrata in corsa (giorno 67), per un totale di 130 giorni;
- Floriana Secondi (Grande Fratello 3) è la vincitrice del format classico ad aver ricevuto il maggior numero di nomination (44), seguita solo da Sabrina Mbarek (Grande Fratello 12). Tuttavia, entrambe sono state superate da Nikita Pelizon (Grande Fratello VIP 7) che vanta un record di ben 75 nomination, che la rendono la vincitrice ad aver ricevuto il maggior numero di nomination in tutta la storia del programma;
- Floriana Secondi (Grande Fratello 3), Jonathan Kashanian (Grande Fratello 5) e Milo Coretti (Grande Fratello 7) sono gli unici vincitori nella storia del programma ad aver avuto esperienze televisive in altri reality show dopo la loro partecipazione al Grande Fratello, in particolare: Floriana (unica ad aver partecipato a più di un programma televisivo) partecipa nel 2004 alla prima edizione de La Fattoria, dove viene eliminata ad un passo dalla finale, e 18 anni più tardi, nel 2022, alla sedicesima edizione de L'isola dei famosi; Jonathan partecipa invece nel 2018 alla tredicesima edizione de L'isola dei famosi raggiungendo la finale, dove si classifica al quinto posto; Milo prende parte all'ultima edizione de La Fattoria, andata in onda nel 2009, dove riesce a classificarsi al terzo posto;
- Serena Garitta (Grande Fratello 4) è la vincitrice ad aver vinto con il divario maggiore tra tutte le finali a 3: vinse con il ben 63% dei voti a sfavore di Patrick Ray Pugliese e Katia Pedrotti;
- Jonathan Kashanian (Grande Fratello 5) e Augusto De Megni (Grande Fratello 6) sono i due vincitori ad aver vinto con il divario minore tra le finali a 3: entrambi vinsero con appena il 38% dei voti;
- Milo Coretti (Grande Fratello 7) è l'unico vincitore nella storia del programma a non essere mai andato al televoto per l'eliminazione;
- Milo Coretti (Grande Fratello 7) e Andrea Cocco (Grande Fratello 11) sono i due vincitori ad aver vinto con il divario minore rispetto al loro avversario: entrambi vinsero con il 51% dei voti a sfavore di Alessandro Tersigni e Ferdinando Giordano;
- Sabrina Mbarek (Grande Fratello 12) è la vincitrice ad aver affrontato e superato il numero maggiore di televoti (13);
- Mirco Petrilli (Grande Fratello 13) è il vincitore del format classico ad aver ricevuto il minor numero di nomination in assoluto (4). Nel format VIP, la vincitrice ad aver ricevuto il numero minore di nomination (5) è stata invece Paola Di Benedetto (Grande Fratello VIP 4): Mirco è pertanto il vincitore con meno nomination nella storia del programma;
- Federica Lepanto (Grande Fratello 14) è la vincitrice ad aver vinto con il divario maggiore rispetto al proprio avversario: vinse infatti con l'88% dei voti a sfavore di Domenico Manfredi, superando la storica vittoria di Mauro Marin (Grande Fratello 10) che si accaparrò l'80% dei voti;
- Perla Vatiero (Grande Fratello 17) è la prima vincitrice nella storia del format classico ad aver preso parte ad un altro programma prima di essere scelta come concorrente del Grande Fratello: nel 2023 aveva partecipato all'undicesima edizione di Temptation Island in compagnia dell'allora fidanzato Mirko Brunetti (con il quale decide di interrompere la propria relazione al termine del programma), con il quale condivide per un breve periodo anche la sua permanenza nella casa del Grande Fratello, sino all'eliminazione di quest'ultimo;
- Jessica Morlacchi (Grande Fratello 18) è la prima vincitrice nella storia del format classico ad essere un personaggio noto prima della sua partecipazione al reality, in quanto ex membro del gruppo musicale Gazosa. Inoltre è la prima vincitrice nella storia del programma ad essersi ritirata per protesta nei confronti di un provvedimento disciplinare e ad essere stata riammessa nella casa in seguito ad un ripescaggio indetto dal programma;
- Su diciotto vincitori, si può concludere che la maggioranza di questi sia principalmente originaria dell'Italia centrale e settentrionale, con solo due vincitrici di origine meridionale. In particolare, il Lazio è la regione con più vincitori in assoluto, ovvero sei, tra cui Floriana Secondi (Grande Fratello 3), Milo Coretti (Grande Fratello 7), Andrea Cocco (Grande Fratello 11), Mirko Petrilli (Grande Fratello 13), Alberto Mezzetti (Grande Fratello 15), originario della provincia di Viterbo, e Jessica Morlacchi (Grande Fratello 18): la città a vantare più vincitori è quindi proprio la capitale, Roma, seppur Mirko fosse proveniente più precisamente da Velletri. Segue la regione Umbria che può vantare tre vincitori, tra cui Augusto De Megni (Grande Fratello 6) di Perugia, Mario Ferretti (Grande Fratello 8) di Orvieto e Martina Nasoni (Grande Fratello 16) di Terni. Al terzo posto, invece, le regioni Lombardia e Campania, entrambe ferme a due vincitori: in particolare, di origine lombarda vi sono la prima storica vincitrice del programma, Cristina Plevani (Grande Fratello 1), originaria di Iseo, e Jonathan Kashanian (Grande Fratello 5), quest'ultimo di origine israeliana ma residente a Milano con cittadinanza italiana; le uniche due vincitrici di origine meridionale sono invece Federica Lepanto (Grande Fratello 14), che è stata la prima e, prima della vittoria di Perla, anche l'unica vincitrice proveniente dal sud Italia, e Perla Vatiero (Grande Fratello 17), tra l'altro entrambe di origine campana e della provincia di Salerno. Le altre regioni a contare almeno un vincitore sono infine: il Piemonte con la vittoria di Flavio Montrucchio (Grande Fratello 2) originario di Torino, la Liguria con la vittoria di Serena Garitta (Grande Fratello 4) originaria di Genova, le Marche con la vittoria di Ferdi Berisa (Grande Fratello 9) residente a Fano, seppur di origine montenegrina, il Veneto con la vittoria di Mauro Marin (Grande Fratello 10) originario di Castelfranco Veneto in provincia di Treviso e il Friuli-Venezia Giulia con la vittoria di Sabrina Mbarek (Grande Fratello 12), originaria di Udine.

#### Concorrenti
- Marina La Rosa (Grande Fratello 1) è l'unica concorrente partecipante alla prima edizione ad aver avuto esperienze televisive in altri reality: partecipa infatti nel 2019 alla quattordicesima edizione de L'isola dei famosi, dove i suoi commenti taglienti e il suo carattere provocatorio che l'avevano fatta conoscere (e criticare) al Grande Fratello suscitano molta ammirazione nel pubblico tanto da classificarsi al secondo posto, perdendo contro il favorito Marco Maddaloni. Cinque anni più tardi, nel 2024, prende parte alla quarta edizione de La talpa con la conduzione di Diletta Leotta, riuscendo a giungere in finale dove si classifica al quarto posto;
- Pietro Taricone (Grande Fratello 1) è l'unico concorrente partecipante alla prima edizione ad aver avuto successo nel mondo del cinema. Conosce così Kasia Smutniak, dalla quale ha una figlia nel 2004. In seguito ad un incidente avvenuto con il paracadute (sua grande passione), muore tragicamente il 29 giugno 2010: il Grande Fratello lo commemora così durante l'apertura della prima puntata del Grande Fratello 11;
- Eleonora Daniele (Grande Fratello 2) è stata la prima concorrente ad essere riammessa nella casa su decisione della produzione in seguito all'espulsione di un'altra inquilina (Luana Spagnolo) dopo essere stata nominata d'ufficio ed eliminata nella prima puntata per una votazione degli uomini della casa: si tratta di un caso unico nella storia del reality, che si verificherà solo in occasione della sesta edizione, quando Fabiano Reffe fu reintegrato nella casa in seguito alla decisione degli stessi concorrenti. Eleonora è anche l'unica concorrente della seconda edizione ad aver avuto successo in televisione, affermandosi come conduttrice di punta di alcuni programmi Rai;
- Luca Argentero e Marianella Bargilli (Grande Fratello 3) sono gli unici concorrenti della terza edizione ad aver avuto successo nel mondo della recitazione, caso curioso dato che nella casa furono molto vicini (famoso è l'intenso bacio che si scambiarono in piscina). In particolare, Luca Argentero è tutt'oggi uno dei pochi volti nati all'interno della casa del Grande Fratello ad aver avuto una carriera nel mondo del cinema, avendo recitato per Ferzan Özpetek in Saturno contro (una delle sue primissime esperienze cinematografiche) in compagnia di Julia Roberts in Mangia prega ama e anche in commedie romantiche come Poli opposti e Vacanze ai Caraibi;
- Victoria Pennington (Grande Fratello 3) è l'unica concorrente nella storia del programma ad essere sempre stata nominata e ad aver partecipato a ogni televoto, riuscendo sempre a scamparla e arrivando per giunta in finale, dove fu sconfitta da Floriana Secondi, sua compagna di nomination dall'inizio dell'edizione, con l'eccezione del penultimo televoto in cui Floriana non fu nominata, guadagnando di diritto la finale. L'unica occasione in cui a Victoria fu risparmiata la nomination fu quando il suo compagno, Pasquale Laricchia, risultò il "migliore" nella prova settimanale e barattò 6000 € del montepremi per comprare la nomination di Victoria. La coppia, tra l'altro, entrata nella casa nonostante fosse preesistente al gioco, condivide tutt'oggi un record imbattuto, ovvero quello di essere andati sempre insieme al televoto: anche Pasquale, infatti, affrontò tutti i televoti (con l'eccezione del primo, in cui fu salvato proprio da Victoria) fino al momento in cui fu eliminato;
- Carolina Marconi (Grande Fratello 4) è l'unica concorrente della quarta edizione ad aver avuto successo nel mondo dello spettacolo. Torna nella casa che l'ha resa nota al pubblico nel 2022, in occasione della settima edizione del Grande Fratello VIP, in seguito alla sua battaglia contro un tumore al cervello per cui aveva rischiato la vita, venendo però eliminata dopo appena 46 giorni;
- Katia Pedrotti (Grande Fratello 4) è stata la prima concorrente nella storia del programma ad arrivare in finale senza passare dal televoto e a non essere mai stata nominata: si tratta di un record unico, eguagliato solo da Milo Coretti (Grande Fratello 7), che a differenza di Katia riuscì anche a vincere. Katia e il suo compagno Ascanio Pacelli (con il quale la donna visse una turbolenta storia d'amore nella casa) sono inoltre la prima coppia nella storia del programma a convolare a nozze. I due, ad oggi, sono ancora sposati e hanno avuto due figli: Matilda e Tancredi;
- Patrick Ray Pugliese (Grande Fratello 4 e Grande Fratello 12) è l'unico concorrente nella storia del programma ad aver preso parte a tre edizioni e ad arrivare sempre in finale, senza mai riuscire a vincere. Dopo la sua partecipazione alla quarta edizione, dove conquista il secondo posto dietro alla vincitrice Serena Garitta, partecipa infatti nel 2012 alla dodicesima edizione in qualità di "invasore" in compagnia dei "colleghi" Cristina del Basso (Grande Fratello 9) e Ferdinando Giordano (Grande Fratello 11), dei quali è l'unico ad arrivare in finale, classificandosi al terzo posto. Otto anni più tardi, nel 2020, partecipa alla quarta edizione del Grande Fratello VIP, dove si rende responsabile di assecondare alcune battute sessiste pronunciate dal concorrente della prima edizione Salvo Veneziano che costano a quest'ultimo la squalifica. Nonostante ciò, riesce comunque ad arrivare in finale, dove si classifica al quarto posto. Amato per essere un concorrente dinamico e spassoso, Patrick è stato per molto tempo il concorrente ad aver trascorso più giorni all'interno della casa, soggiornando per 246 giorni totali, divisi in tre edizioni, venendo però superato recentemente da Stefania Orlando durante la seconda partecipazione di quest'ultima al Grande Fratello 18, la quale ha trascorso all'interno della casa ben 252 giorni divisi in due edizioni;
- Francesca Cipriani (Grande Fratello 6), nonostante la brevissima esperienza nel programma (fu eliminata dopo appena 15 giorni), è l'unica concorrente della sesta edizione ad aver avuto successo nel mondo dello spettacolo, essendo divenuta a tutti gli effetti un'icona dei salotti televisivi, e anche l'unica ad aver avuto esperienza in altri reality show: vince infatti nel 2010 la seconda edizione de La pupa e il secchione (dove tornerà come co-conduttrice nella terza e quarta edizione al fianco di Paolo Ruffini e Andrea Pucci rispettivamente) in coppia con Federico Bianco e partecipa nel 2018 alla tredicesima edizione de L'isola dei famosi dove, dopo aver raggiunto la finale, si classifica al quarto posto. Torna nuovamente nella casa più spiata d'Italia che l'ha resa nota al pubblico nel 2021, partecipando alla sesta edizione del Grande Fratello VIP, dalla quale si ritira alla scadenza del contratto per la forte mancanza della famiglia e del fidanzato, dal quale aveva ricevuto la proposta di matrimonio durante il programma;
- Laura Torrisi (Grande Fratello 6) è l'unica concorrente della sesta edizione ad aver avuto successo nel mondo del cinema e delle fiction. Prende parte infatti a fiction di punta di Canale 5, tra cui L'onore e il rispetto, Il peccato e la vergogna e Le tre rose di Eva. È inoltre ricordata per essere stata la storica compagna di Leonardo Pieraccioni, con il quale ha avuto una relazione dal 2007 al 2014;
- Fabiano Reffe (Grande Fratello 6) è l'unico concorrente nella storia del programma ad essere stato "ripescato" dopo la sua eliminazione avvenuta tramite una votazione diretta senza l'apertura di un televoto, in seguito alla protesta da parte degli stessi concorrenti (che l'avevano votato) e del pubblico in studio. Nel corso della nona diretta serale (giorno 57) Alessia Marcuzzi comunica la decisione del Grande Fratello di far avvenire una seconda eliminazione che porta Fabiano ad un ballottaggio contro Augusto De Megni (vincitore dell'edizione) con tre voti ciascuno: viene quindi deciso che a stabilire chi far uscire dalla casa saranno gli unici tre concorrenti che avevano votato altre persone, ovvero Filippo, Man Lo e Simona: per un voto di 2 a 1 (Filippo votò Augusto attraverso il lancio di una moneta a causa del forte legame che lo univa ad entrambi gli uomini; famosa è la sua violenta reazione per cui arrivò a frantumare una piastrella nel bagno) fu Fabiano ad essere eliminato ma egli rientrò immediatamente dopo che gli altri concorrenti non esitarono a decurtare 100000 € dal montepremi finale di 1000000 € (la sesta edizione è tuttora quella con il montepremi più alto nella storia del programma);
- Filippo Bisciglia (Grande Fratello 6), ricordato per il suo carattere fumantino assunto nelle relazioni amorose, che l'aveva portato a tradire la sua compagna in favore di una turbolenta relazione con Simona Salvemini dentro la casa e che, due anni più tardi, lo spingerà a forzare l'abbandono di Pamela Camassa (sua attuale compagna) da La talpa e dal 2014 è alla conduzione di Temptation Island, iconico programma di sentimenti e tentazioni;
- Melita Toniolo (Grande Fratello 7) è, insieme a Milo Coretti, l'unica concorrente della settima edizione ad aver avuto esperienze televisive in un altro reality: partecipa infatti alla terza edizione de La talpa, dove si classifica al terzo posto;
- Guendalina Canessa (Grande Fratello 7) è l'unica concorrente della settima edizione ad aver avuto successo nel mondo dello spettacolo, essendo diventata un personaggio presente in molti salotti televisivi. Ritorna nella casa del Grande Fratello in qualità di ospite in occasione del Grande Fratello 16, dove stringe una forte amicizia con Martina Nasoni, la futura vincitrice dell'edizione;
- Alessandro Tersigni e Francesco Testi (Grande Fratello 7) sono gli unici concorrenti della settima edizione ad aver avuto successo come attori soprattutto per fiction e serial televisive;
- Raffaella Fico (Grande Fratello 8) è l'unica concorrente dell'ottava edizione (la più giovane del cast) ad aver avuto successo nel mondo dello spettacolo in seguito alla relazione intrapresa con il calciatore Mario Balotelli, dal quale ha avuto una figlia: Mia. Torna dopo ben tredici anni all'interno della casa che ne l'ha resa nota al pubblico in occasione del Grande Fratello VIP 6, dal quale viene però eliminata dopo soli 40 giorni di permanenza;
- Silvia Burgio (Grande Fratello 8) è stata la prima concorrente donna transgender a partecipare al programma;
- Lina Curcuro (Grande Fratello 8), medico partecipante all'ottava edizione, è l'unica concorrente ad aver rischiato di essere radiata dall'ordine dei medici dopo aver assunto atteggiamenti intimi con il concorrente Roberto Mercandalli, fidanzato con un'altra donna;
- Francesco Botta, Mario Ferretti e Roberto Mercandalli (Grande Fratello 8) sono gli unici concorrenti del programma ad essere stati protagonisti di un crossover in diretta con un altro programma della rete: i tre infatti ricevettero un invito da parte di Maria De Filippi per presiedere ad una puntata di C'è posta per te con protagonista Manuela Arcuri;
- Daniela Martani (Grande Fratello 9) è la prima concorrente che sia stata forzata ad abbandonare il programma in diretta dopo essere stata al centro di numerose polemiche da parte dell'opinione pubblica a causa del suo ruolo svolto durante la crisi dell'Alitalia che portò al licenziamento di tantissimi suoi colleghi. Daniela, che aveva avuto la fortuna di mantenere il suo posto di lavoro, decise però di accettare l'ingresso nella casa del Grande Fratello, facendo richiesta per la cassa integrazione, dopo che la CAI le aveva negato l'aspettativa: questa scelta fu malvista e gettò ombre sulla concorrente, che durante la crisi si era resa protagonista del gesto simbolico di sciogliere il cappio, e si ritrovò costretta a ritirarsi dal programma dopo aver appreso del rischio di licenziamento;
- Gerry Longo (Grande Fratello 9) è stato il primo concorrente non vedente a partecipare al programma;
- Gabriele Belli (Grande Fratello 10) è stato il primo concorrente uomo transgender a partecipare al programma;
- Carmela Gualtieri e Massimo Scattarella (Grande Fratello 10), Shaila Gatta e Lorenzo Spolverato (Grande Fratello 18) sono gli unici concorrenti a essere stati protagonisti di un interscambio con alcuni concorrenti del Gran Hermano spagnolo. Carmela e Massimo vennero selezionati dagli autori e lasciarono la casa il 2 gennaio 2010 (giorno 70) per approdare nella casa del Gran Hermano 11 e far ritorno il 10 gennaio (giorno 78) in occasione della dodicesima puntata serale. Shaila e Lorenzo invece risultarono i preferiti del pubblico nel televoto del 21 ottobre 2024 (giorno 36) e pertanto la produzione decise di premiarli mandandoli nella casa del Gran Hermano 19, mentre nella stessa puntata la concorrente spagnola Maica Benedicto entrò nella casa del Grande Fratello italiano;
- Ilenia Pastorelli (Grande Fratello 12) è la concorrente a essere stata immune per più tempo in assoluto (147 giorni) e a non aver mai affrontato un televoto se non l'unico che la eliminò in semifinale, per giunta dopo aver rinunciato a un posto in finale (il Grande Fratello decise di premiarla per non essere mai andata al televoto regalandole di default la finale) per regalarlo all'amica Gaia Elide Bruschini. Ilenia fu così eliminata la settimana successiva mentre Gaia si classificò al secondo posto. Ilenia è anche la concorrente ad aver partecipato a una delle edizioni più recenti del Grande Fratello e a essere divenuta un'attrice affermata ed è l'unica ad aver vinto un David di Donatello per la sua interpretazione nel film Lo chiamavano Jeeg Robot;
- Beatrice Luzzi (Grande Fratello 17) è attualmente la concorrente ad aver ricevuto il numero maggiore di nomination (111) e ad aver affrontato più televoti in assoluto (21), superando così il record già stabilito dalla vincitrice della settima edizione VIP Nikita Pelizon (ferma a 75 nomination ricevute). Insieme a Beatrice, nella top 10 dei concorrenti più nominati (e non vincitori) nel format classico del Grande Fratello troviamo: Grecia Colmenares (Grande Fratello 17) con 72 nomination, Helena Prestes (Grande Fratello 18) con 58 nomination, Biagio D'Anelli (Grande Fratello 11), Amedeo Aterrano (Grande Fratello 12) e Amanda Lecciso (Grande Fratello 18) con 53 nomination, Simona Tagli (Grande Fratello 17) e Chiara Cainelli (Grande Fratello 18) con 44 nomination, Victoria Pennington (Grande Fratello 3) e Vittorio Menozzi (Grande Fratello 17) con 42 nomination. Si può dunque notare come, in generale, le donne siano molto più nominate degli uomini;
- Beatrice Luzzi, Rosy Chin, Letizia Pretis, Massimiliano Varrese (Grande Fratello 17) e Lorenzo Spolverato (Grande Fratello 18) sono, attualmente, gli unici concorrenti ad aver soggiornato nella casa per l'intera durata della propria edizione (197 giorni). Lo stesso primato era stato però raggiunto in precedenza da Nikita Pelizon e Alberto De Pisis (Grande Fratello VIP 7), unici concorrenti della loro edizione a soggiornare in casa per l'intera durata del programma;
- Ilaria "Ila" Clemente (Grande Fratello 18) è la prima concorrente nella storia del reality ad aver scoperto di essere incinta durante la sua permanenza in casa, motivo per cui fu costretta a ritirarsi;
- Stefania Orlando (Grande Fratello VIP 5 e Grande Fratello 18) è la concorrente ad aver trascorso più giorni all'interno della casa e ad aver partecipato a più puntate. Stefania ha infatti soggiornato per 252 giorni e 65 puntate divisi in due edizioni;
- Eva Grimaldi, Iago García e Javier Martínez (Grande Fratello 18) sono gli unici concorrenti nella storia del Grande Fratello ad essere stati eliminati due volte, perché ripescati in seguito alla loro prima eliminazione. In particolare, Eva e Iago furono riammessi in gioco in seguito al ripescaggio indetto dal programma tra i concorrenti eliminati e/o ritirati sino a quel momento (Eva, tra l'altro, fu eliminata il giorno stesso del ripescaggio, per cui rientrò subito in casa dopo essere stata eliminata), mentre Javier fu l'unico dei quattro favoriti scelti dal pubblico per una seconda vita nel gioco a rientrare nella casa subito dopo la sua prima eliminazione, avvenuta per altro durante l'ultima puntata in cui tali bonus avevano valenza;
- Chiara Cainelli (Grande Fratello 18), seppur classificatasi al terzo posto, può essere difatti considerata come l'ultima concorrente della sua edizione ad essere rimasta in casa senza essere mai stata eliminata o senza essersi ritirata, dato che le due super-finaliste, Jessica Morlacchi ed Helena Prestes, erano entrambe fuoriuscite in precedenza dalla casa in seguito ad un ritiro volontario e ad un'eliminazione rispettivamente;
- Helena Prestes (Grande Fratello 18) è l'unica concorrente nella storia del reality ad essere stata eliminata e ad essere stata successivamente riammessa nel gioco attraverso un ripescaggio, senza essere eliminata una seconda volta, riuscendo ad arrivare in finale, classificandosi al secondo posto. È inoltre la prima concorrente a macchiarsi di un gesto violento molto grave (il lancio di un bollitore nei confronti della concorrente Jessica Morlacchi) e ad essere stata perdonata dalla produzione, senza ricevere una squalifica. È l'unica concorrente della diciottesima edizione ad aver preso parte ad altri reality show prima della sua partecipazione al Grande Fratello: partecipa infatti alla nona edizione dell'adventure game Pechino Express in onda su Sky Uno nel 2022 in compagnia di Nikita Pelizon (futura vincitrice del Grande Fratello VIP 7), venendo eliminata in semifinale, e un anno dopo alla diciassettesima edizione de L'isola dei famosi, dalla quale viene eliminata dopo 61 giorni di permanenza.
- Del format classico sono tornati in gioco quattro concorrenti: 
  - Patrick Ray Pugliese del Grande Fratello 4 al Grande Fratello 12;
  - Cristina Del Basso del Grande Fratello 9 al Grande Fratello 12;
  - Massimo Scattarella del Grande Fratello 10 al Grande Fratello 11;
  - Ferdinando Giordano del Grande Fratello 11 al Grande Fratello 12.
- Del format classico hanno partecipato al Grande Fratello VIP undici concorrenti: 
  - Salvo Veneziano del Grande Fratello 1 al Grande Fratello VIP 4;
  - Sergio Volpini del Grande Fratello 1 al Grande Fratello VIP 4;
  - Filippo Nardi del Grande Fratello 2 al Grande Fratello VIP 5;
  - Pasquale Laricchia del Grande Fratello 3 al Grande Fratello VIP 4;
  - Carolina Marconi del Grande Fratello 4 al Grande Fratello VIP 7;
  - Patrick Ray Pugliese del Grande Fratello 4 e del Grande Fratello 12 al Grande Fratello VIP 4;
  - Francesca Cipriani del Grande Fratello 6 al Grande Fratello VIP 6;
  - Raffaella Fico del Grande Fratello 8 al Grande Fratello VIP 6;
  - Biagio D'Anelli del Grande Fratello 11 al Grande Fratello VIP 6;
  - Mario Ermito del Grande Fratello 12 al Grande Fratello VIP 5;
  - Daniele Dal Moro del Grande Fratello 16 al Grande Fratello VIP 7.
- Del format VIP sono tornati in gioco nove concorrenti: 
  - Pamela Prati del Grande Fratello VIP 1 al Grande Fratello VIP 7;
  - Stefano Bettarini del Grande Fratello VIP 1 al Grande Fratello VIP 5;
  - Valeria Marini del Grande Fratello VIP 1, al Grande Fratello VIP 4 e al Grande Fratello VIP 6;
  - Carmen Russo del Grande Fratello VIP 2 al Grande Fratello VIP 6;
  - Cristiano Malgioglio del Grande Fratello VIP 2 al Grande Fratello VIP 5;
  - Luca Onestini del Grande Fratello VIP 2 al Grande Fratello VIP 7;
  - Giulia Salemi del Grande Fratello VIP 3 al Grande Fratello VIP 5;
  - Maria Monsè del Grande Fratello VIP 3 al Grande Fratello VIP 6;
  - Giacomo Urtis del Grande Fratello VIP 5 al Grande Fratello VIP 6.
- Del format VIP hanno partecipato al Grande Fratello quattro concorrenti:
  - Maria Monsè del Grande Fratello VIP 3 e del Grande Fratello VIP 6 al Grande Fratello 18;
  - Maria Teresa Ruta del Grande Fratello VIP 5 al Grande Fratello 18;
  - Stefania Orlando del Grande Fratello VIP 5 al Grande Fratello 18;
  - Eva Grimaldi del Grande Fratello VIP 6 al Grande Fratello 18.
- Del format VIP hanno partecipato a The Couple due concorrenti:
  - Manila Nazzaro del Grande Fratello VIP 6 a The Couple 1;
  - Antonino Spinalbese del Grande Fratello VIP 7 a The Couple 1.

#### Squalifiche
Nel corso di diciotto edizioni, il Grande Fratello ha adottato la squalifica immediata dal gioco per tredici concorrenti, più una squalifica avvenuta ancora prima che il concorrente implicato entrasse difatti nella casa:
- Luana Spagnolo (Grande Fratello 2): prima concorrente in assoluto ad essere stata squalificata dal Grande Fratello, fu espulsa per aver omesso dettagli della propria vita alla produzione al momento dei provini[30];
- Guido Genovesi (Grande Fratello 5): fu espulso dal gioco a causa di una bestemmia pronunciata in diretta TV (ma al di fuori della fascia protetta) in seguito alla decisione della produzione di mandarlo febbricitante nel tugurio da cui era appena uscito, con il pretesto di una sua scorrettezza (aveva anticipatamente riferito ai compagni chi avrebbe portato con sé nella suite)[31];
- Mirko Sozio (Grande Fratello 8): fu espulso anch'egli in seguito ad una bestemmia in diretta[32];
- Federica Rosatelli (Grande Fratello 9): fu espulsa in seguito ad una lite furibonda avvenuta con il concorrente Gianluca Zito, durante la quale Federica lanciò addosso al ragazzo un bicchiere di vetro, che fortunatamente riuscì ad evitare. Il resto dei concorrenti chiese pertanto l'espulsione di Federica, minacciando altrimenti di abbandonare la casa. Dopo tale episodio, il Grande Fratello espulse la ragazza dal gioco nella quinta diretta del 9 febbraio 2009[33];
- Paolo Mari (Grande Fratello 9): fu espulso in seguito ad una scena di nudismo integrale, dopo essersi spogliato completamente nella stanza delle donne di fronte alle concorrenti Siria e Annachiara e mancando di rispetto alle regole del Grande Fratello, a causa di una lite scoppiata perché riteneva inopportuno giocare con il pallone in presenza di persone a cui il gioco infastidiva. La produzione aveva deciso quindi di sospenderlo in un primo momento per poi espellerlo immediatamente a causa di irrispettosità nei confronti delle regole[34];
- Massimo Scattarella (Grande Fratello 10): fu espulso durante la quattordicesima diretta del 25 gennaio 2010 a causa di una bestemmia (visti anche i precedenti che si sono verificati nella quinta e nell'ottava edizione) pronunciata nel corso di una normale conversazione con Veronica Ciardi (la seconda dopo quella pronunciata il primo giorno, che tuttavia gli fu perdonata). La squalifica di Massimo fu il primo di una serie di casi in cui il Grande Fratello si ritrovò in difficoltà nel prendere il provvedimento della squalifica a causa dell'intenzione priva di malafede con cui il concorrente pronunciò la bestemmia. Proprio a causa di un caso analogo avvenuto l'anno successivo, Massimo è potuto rientrare nella casa del Grande Fratello[35];
- Massimo Scattarella, Matteo Casnici e Pietro Titone (Grande Fratello 11): furono espulsi contemporaneamente in seguito all'ennesima imprecazione sfuggita a Pietro qualche giorno prima della tredicesima diretta serale. Già qualche diretta prima, il concorrente Matteo Casnici era stato richiamato dal Grande Fratello per aver pronunciato una bestemmia seppur ignorandone il significato e per questo fu perdonato e non espulso. Tuttavia, a causa di ciò, Massimo Scattarella, squalificato nell'edizione precedente del programma per lo stesso motivo, protestò chiedendo al Grande Fratello di poter rientrare nella casa minacciando di richiedere la squalifica anche per Matteo. La decisione di farlo rientrare o meno fu lasciata al pubblico, nel frattempo a Massimo fu richiesto di passare il Capodanno da solo nel tugurio. L'esito del televoto lo premiò, facendolo tornare nella casa del Grande Fratello in occasione della dodicesima puntata serale. Una settimana più tardi, in occasione della tredicesima diretta, in seguito all'ulteriore bestemmia pronunciata da Pietro Titone, il Grande Fratello decise di ritirare tutte le decisioni prese, squalificando anche Matteo e annullando il televoto di Massimo[36];
- Nathan Lelli (Grande Fratello 11): fu espulso in seguito una grave infrazione del regolamento, dopo aver cercato di uscire dalla casa attraverso un passaggio vietato[37];
- Daniel Mkongo (Grande Fratello 12): fu espulso dopo aver pronunciato una blasfemia e per questo al montepremi finale furono decurtati 10 000 euro[38];
- Baye Dame (Grande Fratello 15): fu squalificato in seguito ad un'aggressione verbale e quasi fisica perpetrata ai danni della concorrente Aìda Nizar[39];
- Luigi Favoloso (Grande Fratello 15): fu espulso in seguito alle ripetute infrazioni del regolamento e dopo aver esibito una maglia che recava un'offesa sessista nei confronti delle donne[40];
- Lino Giuliano (Grande Fratello 18): si tratta del primo concorrente ad essere stato squalificato ancora prima del suo ingresso nella casa, sancendo difatti un caso unico e senza precedenti nella storia del programma, a causa di un commento omofobo pubblicato sui social nei giorni precedenti alla prima puntata, violando così le regole-guida del reality[41], come lo stesso Alfonso Signorini specificò durante la prima diretta, annunciando direttamente allo stesso Lino che non sarebbe entrato per tale motivazione.

## Programmi correlati

### Mai dire Grande Fratello
Mai dire Grande Fratello è stato un programma televisivo italiano, trasmesso su Italia 1 dal 28 settembre 2000 al 23 marzo 2009 e su Canale 5 dal 30 marzo 2009 al 1º aprile 2012 con la conduzione della Gialappa's Band.

### Mai dire Grande Fratello & Figli
Mai dire Grande Fratello & Figli è stato un programma televisivo italiano, trasmesso durante la quinta e la sesta edizione su Italia 1 dal 4 ottobre 2004 al 6 marzo 2006 e su Canale 5 dal 14 marzo al 9 maggio 2006 con la conduzione della Gialappa's Band e del Mago Forest nella seconda edizione.

### Mai dire Grande Fratello Show
Mai dire Grande Fratello Show è stato un programma televisivo italiano, trasmesso durante la nona edizione ogni martedì su Italia 1 dal 24 febbraio al 28 aprile 2009 con la conduzione della Gialappa's Band, del Mago Forest e di Lola Ponce.

### Mai dire Grande Fratello Premium
Mai dire Grande Fratello Premium è stato un programma televisivo italiano, trasmesso durante l'undicesima edizione ogni lunedì su Premium Extra 1 e in radio su R101 dal 25 ottobre 2010 al 18 aprile 2011 con la conduzione della Gialappa's Band.

### GF Party
Il GF Party è stata una webserie italiana disponibile su piattaforme internet, trasmesso sul portale Mediaset Infinity dall'11 settembre 2023 al 25 marzo 2024 con la conduzione di Annie Mazzola e Andrea Dianetti nella prima edizione (2023-2024). Concepito come un prosieguo del GF VIP Party, nel programma si commentavano i fatti recentemente accaduti dentro la casa del Grande Fratello.
Il programma
Il programma è stato trasmesso dall'11 settembre 2023 al 25 marzo 2024 sul portale Mediaset Infinity, con la conduzione di Annie Mazzola ed Andrea Dianetti nella prima edizione (2023-2024). Nel programma si commentavano i fatti recentemente accaduti dentro la casa del Grande Fratello.
Il programma era di genere contenitore, alterna momenti di lettura dei tweet con l'hashtag ufficiale #gfparty, a momenti con le dirette dalla casa, a rubriche come il confessionale e il club del libro. Nella prima edizione, il programma è stato trasmesso tra la fascia dell'access prime time e la fascia della prima serata ogni lunedì dalle 20:30 alle 22:30 (ad eccezione di alcuni raddoppi nelle serate del giovedì e del venerdì). È molto ricco di ospiti come i concorrenti eliminati, i concorrenti delle scorse edizioni e i parenti dei concorrenti.
Edizioni
| Edizione | Anno      | Conduzione    | Conduzione      | Periodo           | Periodo       | Puntate | Edizione del Grande Fratello |
| Edizione | Anno      | Conduzione    | Conduzione      | Inizio            | Fine          | Puntate | Edizione del Grande Fratello |
| -------- | --------- | ------------- | --------------- | ----------------- | ------------- | ------- | ---------------------------- |
| 1ª       | 2023-2024 | Annie Mazzola | Andrea Dianetti | 11 settembre 2023 | 25 marzo 2024 | 35      | Grande Fratello 17           |

Programmazione
| Edizione | Emittente         | Anno      | Stagione          | Orario      | Durata  | Programmazione | Programmazione | Programmazione | Programmazione | Programmazione | Programmazione | Programmazione | Collocazione      | Collocazione |
| Edizione | Emittente         | Anno      | Stagione          | Orario      | Durata  | L              | M              | M              | G              | V              | S              | D              | Collocazione      | Collocazione |
| -------- | ----------------- | --------- | ----------------- | ----------- | ------- | -------------- | -------------- | -------------- | -------------- | -------------- | -------------- | -------------- | ----------------- | ------------ |
| 1ª       | Mediaset Infinity | 2023-2024 | autunno-primavera | 20:30-22:30 | 120 min |                |                |                |                |                |                |                | Access prime time | Prima serata |

#### Rubriche
- Il club del libro: i conduttori leggono i libri dei concorrenti della casa, o di persone vicine ai concorrenti, che sono esilaranti o possono sembrare surreali.
- Il confessionale: i conduttori con un cartonato raffigurante l'interno del confessionale, fanno finta di essere nella casa e rispondono a delle domande poste dagli utenti di Twitter o dalla regia.
- Lettura dei tweet.
- Diretta dalla casa: collegamento con il canale Mediaset Extra con la diretta della regia 1 della casa.
- Spezza un Mikado: i conduttori "spezzano" un mikado, sponsor del programma, come se fosse la famosa lancia a favore del concorrente che è piaciuto loro di più nei giorni precedenti alla puntata.
- Lettura dei best meme di twitter
- La Sfida: i due conduttori si sfidano ad inizio puntata cercando di indovinare la risposta corretta ad una domanda riguardo ai concorrenti del GF o la puntata che andrà in onda. Chi perderà dovrà quindi subire una punizione scelta dagli autori del programma o dal popolo di Twitter che commenta la puntata con l'hashtag #gfparty.

### GF Daily
Il GF Daily è stato un programma televisivo italiano, trasmesso su La5 dal 30 settembre 2024 al 31 marzo 2025 con la conduzione di Rebecca Staffelli. Nato come un day-time, nel programma venivano narrati i fatti recentemente accaduti dentro la casa del Grande Fratello.
Il programma
Il programma è stato trasmesso dal 30 settembre 2024 al 31 marzo 2025 nella fascia preserale di La5 dal lunedì al venerdì con la conduzione di Rebecca Staffelli. Il programma, che si proponeva come un vero e proprio diario di bordo ricco di curiosità, esplorava le dinamiche della vita quotidiana dei concorrenti all'interno della casa del Grande Fratello con il racconto da parte della conduttrice e l'aggiunta di contenuti inediti.
Edizioni
| Edizione | Anno      | Conduzione        | Periodo           | Periodo       | Puntate | Edizione del Grande Fratello |
| Edizione | Anno      | Conduzione        | Inizio            | Fine          | Puntate | Edizione del Grande Fratello |
| -------- | --------- | ----------------- | ----------------- | ------------- | ------- | ---------------------------- |
| 1ª       | 2024-2025 | Rebecca Staffelli | 30 settembre 2024 | 31 marzo 2025 | 131     | Grande Fratello 18           |

Programmazione
| Edizione | Rete televisiva | Anno      | Stagione          | Orario      | Durata | Programmazione | Programmazione | Programmazione | Programmazione | Programmazione | Programmazione | Programmazione | Collocazione |
| Edizione | Rete televisiva | Anno      | Stagione          | Orario      | Durata | L              | M              | M              | G              | V              | S              | D              | Collocazione |
| -------- | --------------- | --------- | ----------------- | ----------- | ------ | -------------- | -------------- | -------------- | -------------- | -------------- | -------------- | -------------- | ------------ |
| 1ª       | La5             | 2024-2025 | autunno-primavera | 19:40-20:10 | 30 min |                |                |                |                |                |                |                | Preserale    |
| 1ª       | La5             | 2024-2025 | autunno-primavera | 19:20-19:50 | 30 min |                |                |                |                |                |                |                | Preserale    |
| 1ª       | La5             | 2024-2025 | autunno-primavera | 19:10-19:40 | 30 min |                |                |                |                |                |                |                | Preserale    |

## Spin-off

### Grande Fratello VIP
Dal 19 settembre 2016 al 3 aprile 2023 andò in onda lo spin-off Grande Fratello VIP, versione del programma dove i concorrenti erano personaggi famosi. Il reality, che ha avuto sette edizioni, venne condotto per le prime tre edizioni (2016-2018) da Ilary Blasi, mentre dalla quarta (2020) alla settima edizione (2022-2023) la conduzione passò ad Alfonso Signorini.

### The Couple - Una vittoria per due
Dal 7 aprile 2025, con la conduzione di Ilary Blasi, va in onda lo spin-off The Couple - Una vittoria per due, adattamento italiano del reality spagnolo Gran Hermano Dúo. In seguito al mancato successo del reality, Mediaset ha scelto di ridurre il numero di puntate da otto a cinque e l'8 maggio 2025 l'azienda, in comune accordo con Endemol Shine Italy, ha interrotto la diretta del reality senza mandare in onda nemmeno la puntata finale prevista per l'11 maggio, devolvendo l'intero montepremi in beneficenza all'Istituto Giannina Gaslini di Genova per la realizzazione di un reparto di terapia intensiva pediatrica e neonatale.

## Rapporti con ilGrande Fratellonel mondo
Varie edizioni italiane hanno visto dei particolari incroci con alcune versioni internazionali del format o loro varianti:
- Leonia Coccia passò dal Gran Hermano 10 al Grande Fratello 9, vincendo la sfida al televoto contro Doroti Polito.
- Massimo Scattarella e Carmela Gualtieri, concorrenti del Grande Fratello 10, si scambiarono per un breve periodo di tempo con Gerardo Prager e Saray Pereira, concorrenti del Gran Hermano 11.
- George Leonard e Veronica Ciardi, concorrenti del Grande Fratello 10, nel 2010 furono ospiti all'edizione albanese Big Brother 3.
- Leila Ben Khalifa concorrente del Grande Fratello 6, nel 2014 partecipò e vinse al programma francese Secret Story 8, reality vagamente ispirato al Grande Fratello.
- Daniel Mkongo, già concorrente del programma francese Secret Story 5 nel 2011, reality vagamente ispirato al Grande Fratello, nel 2012 partecipò al Grande Fratello 12.
- Aida Nizar, già concorrente del Gran Hermano 5 e Gran Hermano VIP 5, nel 2018 partecipò al Grande Fratello 15.
- Alberto Mezzetti, vincitore del Grande Fratello 15, nel 2019 fu ospite del Big Brother Brasil 19.
- Ivana Icardi, già concorrente del Gran Hermano Argentina 9, nel 2019 partecipò al Grande Fratello 16 e nel 2024 al Gran Hermano Dúo 2.
- Gianmarco Onestini, concorrente del Grande Fratello 16, nel 2019 partecipò al Gran Hermano VIP 7 e nel 2020 partecipò e vinse al programma spagnolo El tiempo del descuento (spin-off del Gran Hermano).
- Michael Terlizzi, concorrente del Grande Fratello 16, nel 2023 partecipò al Gran Hermano VIP 8.
- Heidi Baci, concorrente del Grande Fratello 17, nel 2024 partecipò al Big Brother VIP 3 albanese.
- Lorenzo Spolverato e Shaila Gatta, concorrenti del Grande Fratello 18, si scambiarono per una settimana con Maica Benedicto, concorrente del Gran Hermano 19, che rimase nella casa per due giorni.
- Tommaso Franchi, concorrente del Grande Fratello 18, è stato ospite per una settimana nella casa del Gran Hermano 19.

## Merchandising
Durante la seconda edizione (2001) la Clementoni produsse un gioco da tavolo ufficiale Grande Fratello, per 3-6 giocatori che controllano un concorrente del programma a testa.
Durante la terza edizione (2003) del reality, venne pubblicato il videogioco Grande Fratello - Il gioco, sviluppato dalla Trecision per Windows, PlayStation e Nokia 7650, con la possibilità di utilizzare i concorrenti delle prime tre edizioni in forma caricaturale.